# Paris Football Club
Vous lisez un « article de qualité » labellisé en 2015.
Pour les articles homonymes, voir PFC.
Ne pas confondre avec le Paris Saint-Germain Football Club
Maillots
Actualités
Dernière mise à jour : 12 août 2025.
Le Paris Football Club, abrégé en Paris FC, est un club de football français fondé en 1972 et situé à Paris.
Le club est issu d'une initiative de la Fédération française de football visant à recréer un club professionnel parisien après les abandons successifs du professionnalisme de trois clubs historiques de la ville dans les années 1960 (Cercle athlétique de Paris en 1963, Racing Club de France en 1966 et Stade français en 1968).
Un premier Paris Football Club est créé le 13 décembre 1969 et reste pendant une saison un « club fantôme » sans équipe. N'ayant pas reçu de dérogation pour démarrer directement en Division 1, ce Paris FC cherche un club dans les premières divisions auquel se rattacher. En 1970, le Paris FC finit par fusionner avec le Stade saint-germanois, alors en troisième division, pour donner le Paris Saint-Germain Football Club. Parvenu dès 1972 en Division 1, le club est scindé en deux, une partie de ses dirigeants souhaitant effacer le nom « Saint-Germain », notamment pour conserver les financements de la ville de Paris, et ce alors que le club doit emménager au Parc des Princes, qui vient d'être reconstruit. La structure professionnelle est transférée au sein d'un nouveau Paris Football Club, qui fusionne dans la foulée avec le Cercle athlétique de Montreuil, qui apporte ses équipes amateurs et de jeunes à l'ensemble, tandis que le Paris Saint-Germain FC poursuit en Division 3 au niveau de l'équipe réserve.
Ces opérations, qui permettent en trois ans de ramener un club parisien en Division 1 grâce à l'apport d'un club francilien dont il se débarrasse in fine, vont paradoxalement échouer. Le Paris Saint-Germain FC remonte en Division 1 dès 1974, s’installe au Parc des Princes, et devient dès lors le seul club parisien d'envergure, tandis que la même année, le Paris FC descend en Division 2 et peine à trouver un public.
Après une descente jusqu'en 5ème division dans les années 80, le club reste 10 ans en National dans les années 1990 avant de redescendre en CFA en 2000. En 2006, le club parisien revient avec des ambitions mais il devra attendre 2015 pour retrouver le monde pro, sous la présidence de Pierre Ferracci.
Après une première saison ratée, le club parvient à jouer les premiers rôles en Ligue 2 à partir de 2019, mais échoue 4 fois de suite en barrages. En 2025, peu après le rachat du club par la holding Agache, filière de LVMH (propriété de Bernard Arnault) le Paris FC est enfin promu en Ligue 1, retrouvant l’élite 46 ans après sa dernière présence. Le club annonce qu'il jouera à Jean Bouin, en face au Parc des Princes, pour son retour en Ligue 1.

## Historique

### Genèse du club (1969-1972)

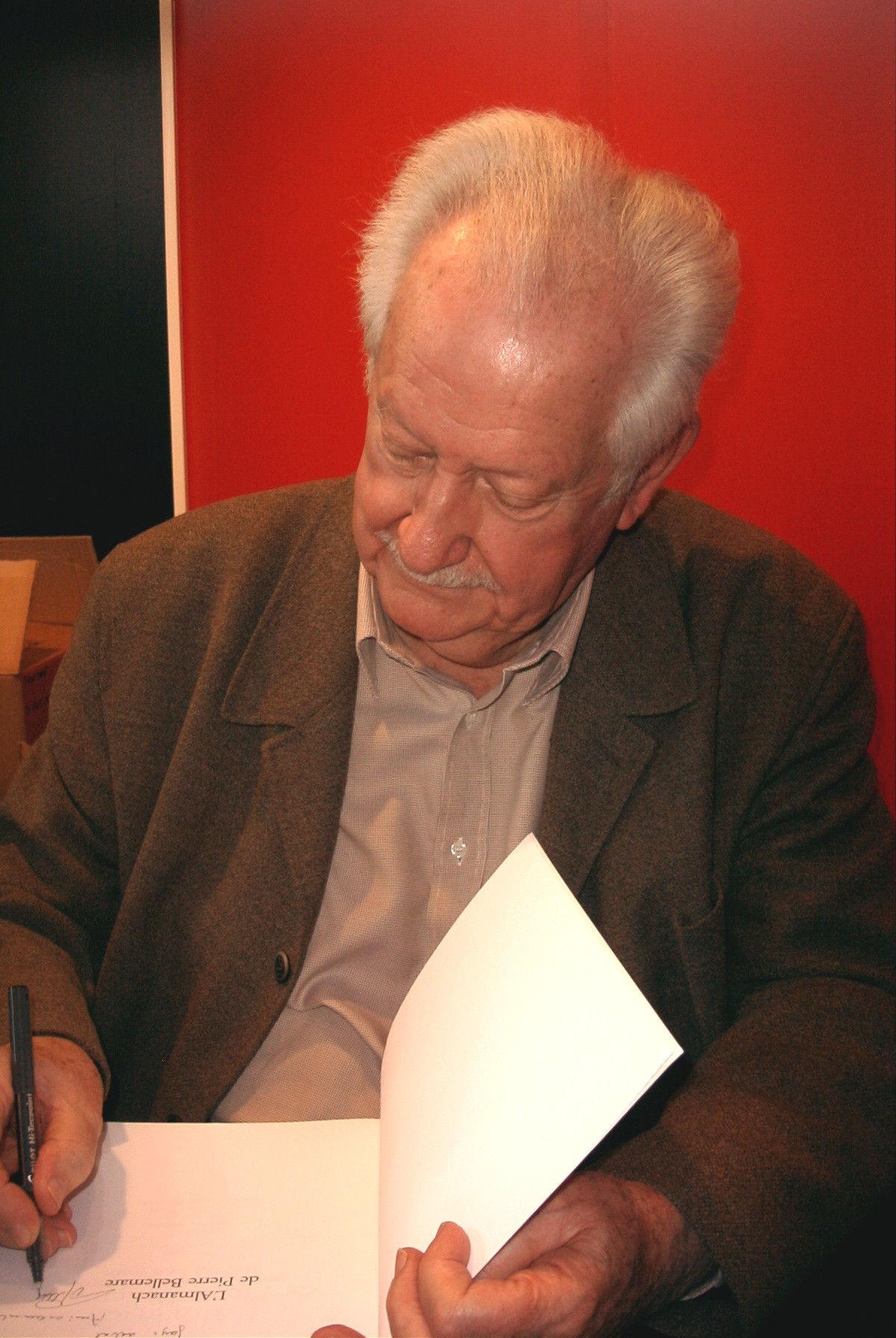
C'est grâce à un appel de Pierre Bellemare à la radio Europe 1 que des milliers de personnes s'engagent comme futurs « sociétaires » du club.

À la fin des années 1960, à la suite de l'abandon du statut professionnel par le Racing Club de France faute de finances suffisantes, et de la chute sportive au niveau amateur du Stade français, le Red Star Football Club est le dernier club francilien à évoluer en Division 1. Toutefois, le club étant basé depuis 1909 à Saint-Ouen, il ne représente pas directement la ville de Paris, rare capitale européenne à n'avoir aucun club dans l'élite footballistique de son pays.
La Fédération française de football s'engage en janvier 1969 dans un projet de création d'un nouveau grand club à Paris et met en place une commission d'étude. Le groupe de travail se réunit autour de trois amis : Fernand Sastre, Henri Patrelle, président du Stade saint-germanois, et Guy Crescent, PDG de Calberson,. En février 1969, la FFF lance une grande consultation en distribuant dans la presse et à l'entrée des principaux stades de la région parisienne des bulletins titrés « OUI pour un grand club de football à Paris » qu'elle invite à compléter d'une idée de nom pour le club puis à les lui renvoyer,. Au total, plus de 60 000 réponses sont reçues, et c'est le nom « Football-Club de Paris » (ou « Paris Football-Club ») qui émerge de la consultation, devant « Racing-Club de Paris ».
Le Paris Football Club connaît sa première assemblée générale le 5 juillet 1969. Cependant, toujours à l'état de « club virtuel », il n'a ni équipe, ni stade, durant toute la saison 1969-1970. Il a tout de même deux présidents, Guy Crescent et Pierre-Étienne Guyot, ancien vice-président du Racing Club de France, qui visitent plusieurs grands clubs européens afin de trouver la meilleure structure possible pour le nouveau club. Le modèle retenu est celui de la souscription, à la suite d'un voyage de Crescent à Madrid, s'inspirant ainsi du Real Madrid CF et ses 100 000 socios,. Le Paris Football Club est affilié à la Fédération française de football en décembre 1969 sous le numéro 24169. En février 1970, à la suite d'un appel de Pierre Bellemare à la radio Europe 1, relayé notamment par des personnalités comme Enrico Macias, Annie Cordy ou Sacha Distel, 17 400 personnes s'engagent comme futurs « sociétaires » du club,.
Afin d'intégrer directement l'élite du football français, l'Union athlétique Sedan-Torcy est approchée pour fusionner. Cependant, le club, qui avait déjà tenté puis abandonné une fusion avec le Racing au sein du « RC Paris-Sedan », rejette cette proposition,. La FFF, qui a engagé sa crédibilité dans cette relance du football de haut niveau à Paris après les dépôts de bilan du RC Paris, du Stade français et du CA Paris, envisage mal un échec. De plus, malgré le refus de l'UA Sedan-Torcy, seul un faible nombre de 300 sociétaires demande son remboursement face au risque grandissant de non-concrétisation du projet, ce qui fait garder espoir aux dirigeants du club, Crescent déclarant par la suite : « Le PSG est un acte de foi »[incompréhensible]. Après le refus de la Ligue d'accepter le club directement en D1, les dirigeants se penchent finalement sur les clubs du niveau inférieur, où le Stade Saint-Germain du président Henri Patrelle s'apprête à obtenir sa qualification pour le nouveau championnat National,. Après une réunion extraordinaire, le projet de fusionner avec le Stade Saint-Germain s'impose. En mai 1970, soit plus d'un an après le lancement du projet, le club est intégré en CN, avec une section professionnelle, profitant du règlement du Championnat National, autorisant l'emploi de six joueurs professionnels ; le PSG en compte cinq : Jean Djorkaeff, Roland Mitoraj, Jean-Claude Bras, Jean-Pierre Destrumelle et Jacques Rémond. Tous les autres joueurs étaient d'authentiques amateurs,. La fusion se concrétise en juin. Pierre-Étienne Guyot en devient le président. La direction du nouvel ensemble est confiée aux deux vice-présidents : Guy Crescent et Henri Patrelle. Ce dernier est nommé président de la Commission sportive qui gère le football, ce qui lui permet de garder la main sur l'aspect sportif, tandis que Crescent s'occupe de questions d'intendance.
Le premier match disputé sous le label « Paris Saint-Germain Football Club » est une rencontre amicale de pré-saison face à l'US Quevilly. Les Normands s'imposent 1-2 le 1er août au stade Jean-Bouin. Le 23 août, le club dispute son premier match officiel sous le label PSG : pour le compte de la première journée du championnat National, le PSG se déplace à Poitiers pour affronter le Stade Poitevin (1-1). Le 27 août est publié au Journal officiel l'acte de constitution du « Paris Saint-Germain Football-Club ».
Le PSG termine pour sa première saison 1er du groupe Centre du championnat. Il est sacré champion de France de National le 12 juin 1971 après avoir affronté l'AS Monaco et le Lille OSC, vainqueurs des deux autres groupes. Le PSG est donc promu en CFP dès 1971. La publication du bilan financier de la saison 1970-71 laisse apparaître 205 200 francs de pertes pour 1 776 950 francs de recettes.
En décembre 1971, à la surprise générale, le Conseil de Paris vote par 46 voix pour et 44 contre la modification du nom du club en « Paris Football Club ». Si cette nouvelle condition n'est pas acceptée par le club, la ville arrête les subventions et interdit l'utilisation du Parc des Princes. Le président Patrelle négocie et offre même sa démission si le nom reste inchangé, mais la mairie confirme sa position par courrier au club le 12 avril 1972 et menace le club de couper ses subventions.

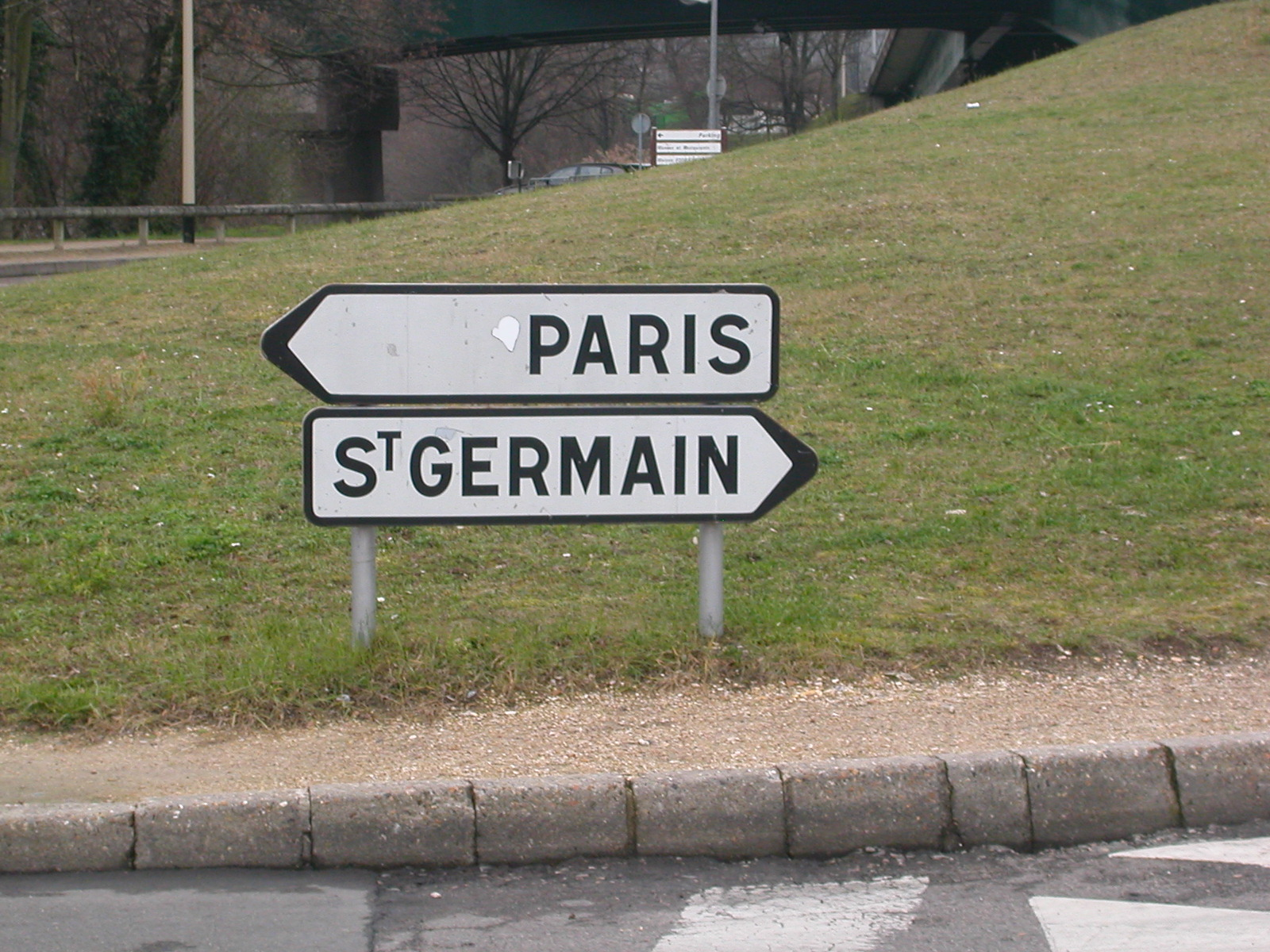
En 1972, le Paris FC et le Paris Saint-Germain se séparent.

Après des débats houleux, l'assemblée générale du club du 16 mai 1972 propose un vote sur la question du renommage du club. La majorité requise est de 626 voix (pour les deux tiers des 939 suffrages exprimés) et on ne dénombre que 623 voix favorables à la modification du nom du club afin d'accepter les subventions de la Ville de Paris. Le PSG ne change donc pas de nom.
Malgré le maintien de l'équipe en Division 1 lors de la saison 1971-1972, la Mairie de Paris, propriétaire du Parc des Princes et important bailleur de fonds du club, refuse de soutenir un club basé hors du territoire de la ville de Paris, le Paris Saint-Germain étant considéré comme un « club banlieusard »,.
Menacé dans son existence, le PSG est scindé en deux en mai 1972 : la section professionnelle reste en D1 sous les couleurs du Paris FC, qui est affilié à la FFF avec un nouveau numéro, tandis que le reste du club, et notamment l'équipe amateur évoluant en Division 3, conserve l'identité du « Paris Saint-Germain Football Club », avec laquelle il connaîtra par la suite sa propre histoire. La réunion avec le Stade Saint-Germain aura ainsi tenu moins de deux ans. Pour pouvoir justifier de la structure amateur réglementaire, le Paris FC fusionne dans la foulée avec la section football du CA Montreuil,.

### Un professionnalisme fragile (1972-1980)

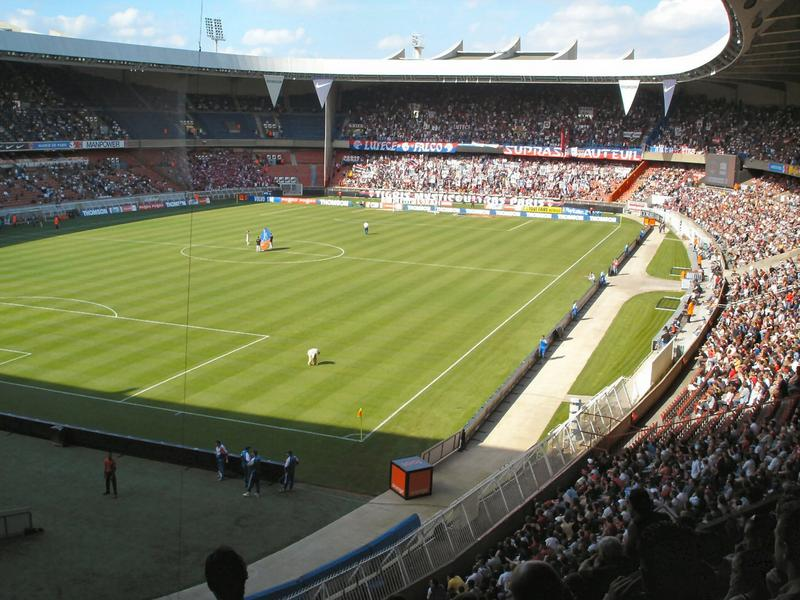
Le Paris FC utilise le Parc des Princes pour ses matchs à domicile entre 1972 et 1974.

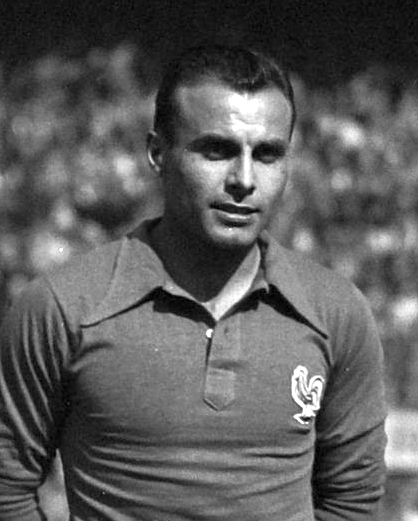
Louis Hon est le premier entraîneur du Paris FC, après sa séparation avec le Paris Saint-Germain en 1972.

Pour sa première saison après sa séparation avec le Paris Saint-Germain, le Paris FC peut compter sur un Parc des Princes reconstruit et flambant neuf,. Composé essentiellement d'anciens joueurs du Stade Saint-Germain, le club réalise un début de saison « catastrophique » et termine finalement à la douzième place de Division 1 1972-1973. Cette même année 1973, le PFC ressuscite le Tournoi de Paris, compétition amicale auparavant organisée par le Racing Club de France et termine à la troisième place, le Feyenoord Rotterdam remportant le trophée.
Malgré le recrutement de bons joueurs de D1, Jean Djorkaeff et Louis Floch, les deux éléments majeurs du club se blessent, entraînant la relégation du club en Division 2 en 1974, alors que le Paris SG accède à la D1, récupérant ainsi le Parc des Princes.
Exilée au vétuste stade de la Porte de Montreuil, ayant perdu le statut professionnel ainsi que ses meilleurs éléments, l'équipe première du PFC, alors dirigée par Antoine Dalla Cieca, est majoritairement composée des joueurs de l'ancien CA Montreuil, qui évoluait auparavant en Division d'Honneur, et même de son équipe réserve qui jouaient quant à eux en Promotion d'Honneur. Les débuts sont très difficiles, d'autant qu'un incendie ravage le stade, forçant le club à trouver d'autres terrains pendant plus d'une année. Le club se sauve finalement, puis réalise deux saisons dans le milieu de classement de D2, peinant à attirer un public partagé entre nostalgiques des anciens grands clubs et supporteurs naissants d'un PSG qui s'ancre de plus en plus en D1.
À l'été 1976, le club retrouve le statut professionnel et nomme Robert Vicot comme entraîneur. Après une première saison sans relief, le recrutement de plusieurs joueurs de renom permet de croire à un renouveau du club : le Paris FC, deuxième du groupe A de D2, l'emporte face au RC Besançon en barrages, parvenant ainsi à revenir en D1 (et de retrouver le Parc des Princes) pour la saison 1978-1979.
En août 1978, le Paris FC défie le Paris SG et finit sur un match nul (2-2) avant de le rencontrer une nouvelle fois en décembre de la même année, mais le résultat est encore un match nul (1-1). Avec un effectif limité et sans style de jeu, l'équipe du PFC se trouve bientôt au dernier rang. En octobre, Europe 1 et la mairie de Paris s'accordent pour tenter un sauvetage. Le groupe média finance le renforcement de l'équipe, en échange d'un éphémère renommage en « Paris 1 ». Malgré tout, le club, qui subit notamment une sévère défaite 1-7 au Parc face à l'AS Monaco, termine 19e, et ce, après n'avoir jamais dépassé la 17e place tout au long de la saison, perd son barrage face au RC Lens aux tirs au but et redescend en fin d'année. Il bat toutefois au cours de cette saison son record d'affluence, le 27 avril 1979, lors de la venue de l'AS Saint-Étienne avec 41 025 spectateurs.

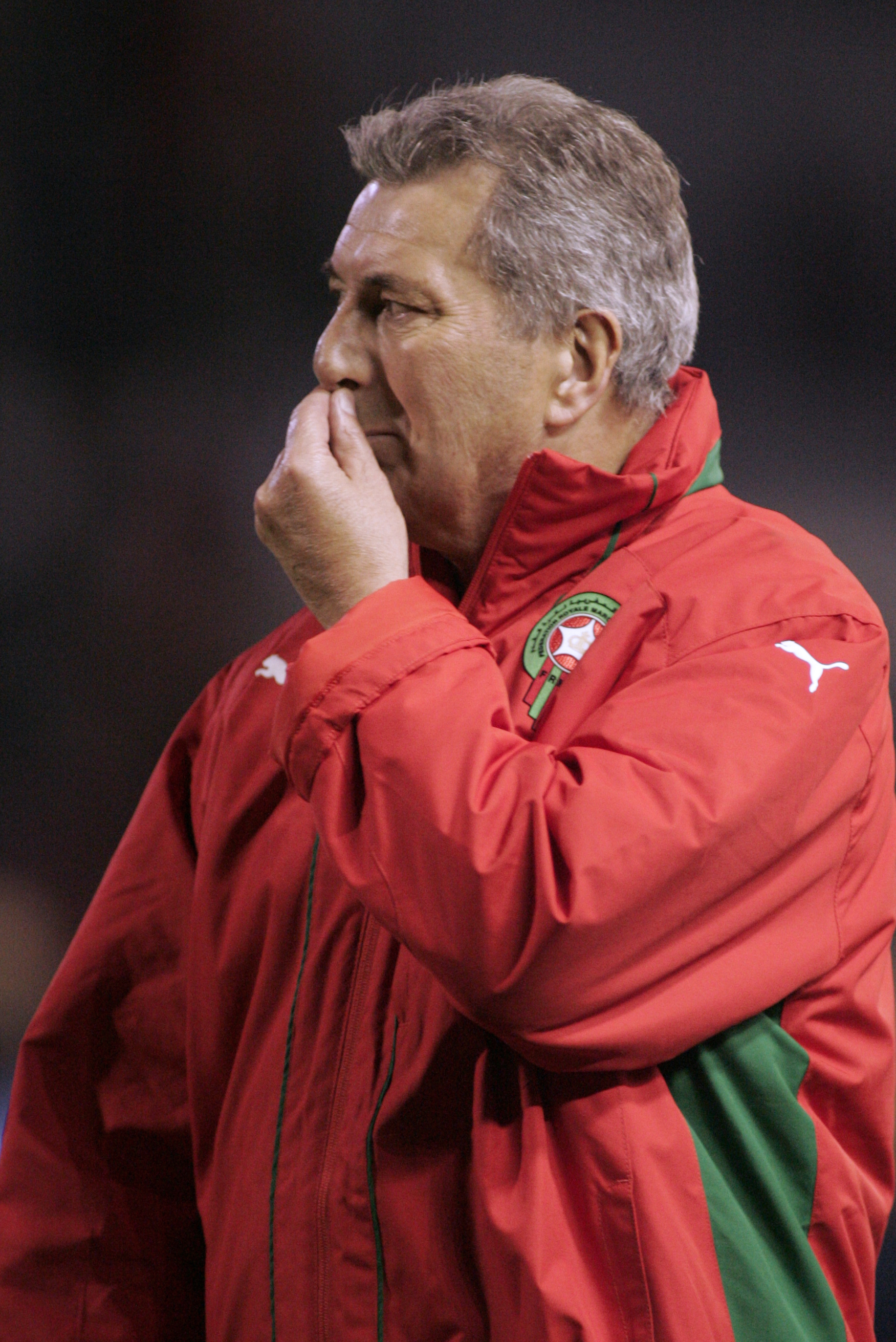
Roger Lemerre entraîne le Paris FC de 1979 à 1981.

En 1980, l'équipe de Roger Lemerre, nommé successeur de Vicot un an plus tôt, parvient cependant à créer la surprise en Coupe de France en éliminant le Stade rennais en 8e de finale et l'AJ Auxerre (D2), en quart de finale. Le club est ensuite battu en demi-finale par un autre club de D2, l'US Orléans. En 1981, le club assure son maintien lors de la dernière journée face à l'UES Montmorillon devant 1 640 spectateurs seulement. Le stade de la Porte de Montreuil ne répondant pas aux normes de la Ligue, les dirigeants cherchent de nouveau à fusionner. Ils se rapprochent du Troyes Aube Football, qui dispose avec le stade de l'Aube d'une enceinte moderne, mais les matchs organisés à Troyes ne rassemblent pas non plus la foule, avec une affluence moyenne de 1 376 spectateurs sur la saison entière. Malgré son maintien en D2, le Paris FC est fortement endetté, ce qui amène la Fédération à envisager sa rétrogradation.

### Descente  puis reconstruction avec le Paris FC 83 (1981-1990)

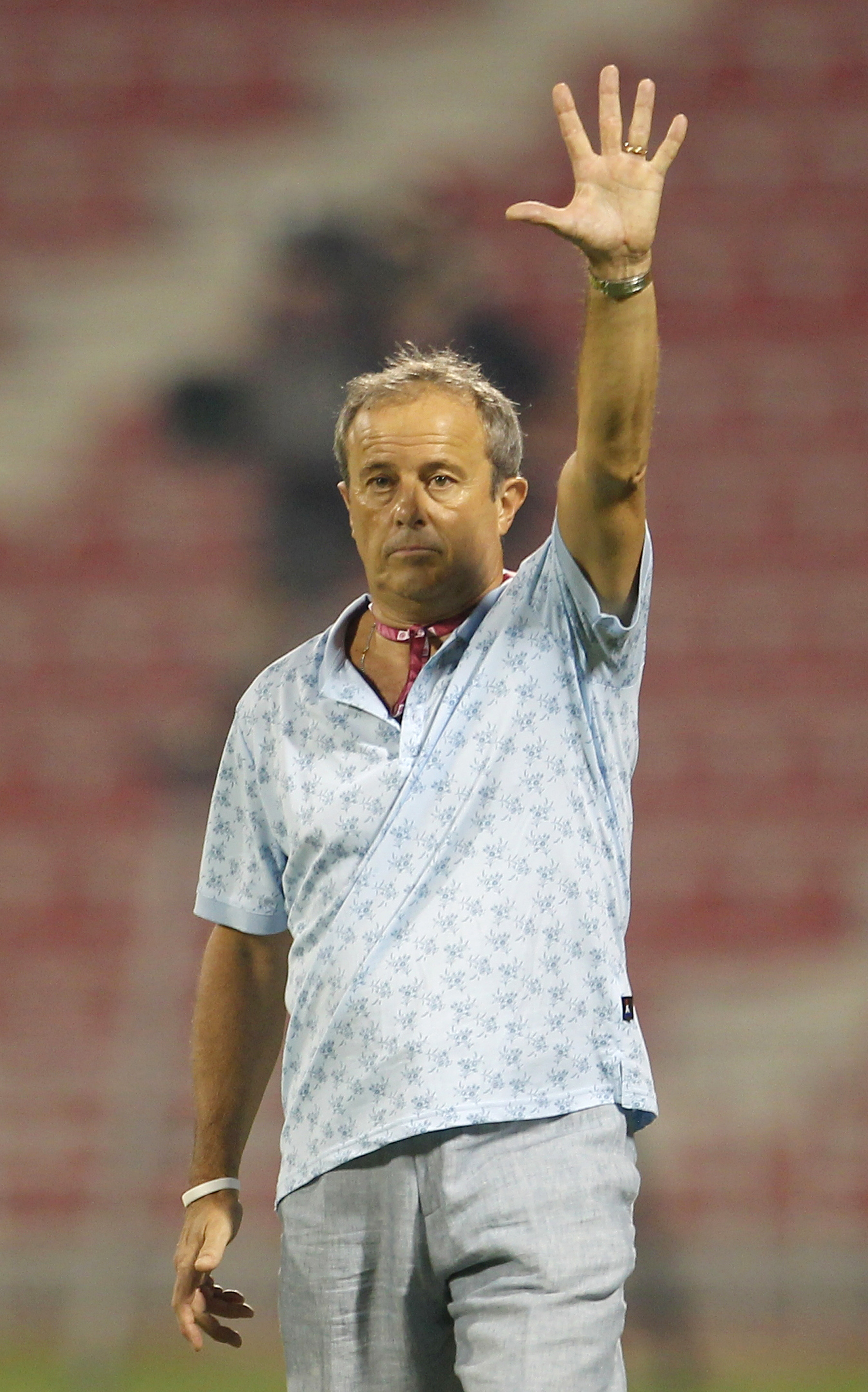
Pierre Lechantre entraîne le Paris FC 83 entre 1986 et 1992 et le fait monter de deux divisions.

Profitant de la situation, l'homme d'affaires Jean-Luc Lagardère souhaite créer un nouveau club de très haut niveau dans la région parisienne, qui serait compétitif aussi bien à l'échelle nationale qu'à l'échelle européenne. Pour ce faire, Lagardère envisage de fusionner le Racing Club de France, club au passé prestigieux mais retombé au niveau amateur, et le Paris FC, qui évolue en D2. Dans un premier temps, inquiets de l'état des finances du PFC, les dirigeants du Racing refusent la proposition. De ce fait, ne pouvant pas immédiatement concrétiser son projet, Lagardère rachète seul le Paris FC, avec la promesse qu'en cas de maintien en deuxième division le Racing accepte la fusion. Déjà, en tant que nouveau propriétaire du seul Paris FC, l'homme d'affaires anticipe la fusion : il le rebaptise en « Racing Paris 1 », et lui donne les couleurs bleu ciel et blanc du Racing,. Le RP1 réussit à se maintenir et à l'été 1983, son équipe première est ainsi rattachée au Racing, tandis que la réserve et les équipes de jeunes de l'ex-Paris FC sont renvoyées en quatrième division, conservant l'identité et les structures de l'ancien Paris FC, sous le nom de « Paris Football Club 83 ».
Si Lagardère investit massivement dans le Racing en espérant réussir automatiquement et en peu de temps à atteindre les sommets, il échoue finalement et renonce, quittant le club en 1989. Mais, même si cette fusion entre le Racing et le PFC a été un échec pour les deux clubs, Lagardère a donné l'exemple d'un apport financier massif avec des transferts à prix d'or et une forte inflation de la rémunération des joueurs ; ce qui a profondément fait muter le modèle économique des clubs français. À sa suite, d'autres chefs d'entreprise se mettent à investir fortement dans un club comme Bernard Tapie à l'Olympique de Marseille en 1986, avec plus de succès car le club remporte rapidement plusieurs titres de champion de France.
Avec une équipe inexpérimentée, le Paris FC, rebaptisé « Paris FC 83 », termine treizième, soit à la pénultième place de son groupe de Division 4 et est relégué en Division d'Honneur de Paris. Il y reste quatre saisons. Par la suite, sous la houlette de l'ancien joueur professionnel Pierre Lechantre, nommé entraîneur en 1987, le club réussit deux montées successives en remportant la Division d'Honneur de Paris en 1988 puis le groupe F de la Division 4 et est sacré vice-champions de Division 4.
En 1989, le PFC fait ses débuts en Division 3, où il parvient à se maintenir. Il attire alors un homme d'affaires ambitieux, Bernard Caïazzo, qui se fixe pour objectif la remontée rapide en deuxième division, afin de faire du Paris FC le deuxième club de la capitale derrière le Paris Saint-Germain. En 1989-1990, le PFC termine douzième sur seize dans le groupe Est.

### Désillusions d'un club ambitieux (1990-2000)
L'objectif d'une montée en D2 est manqué de peu pour la première saison de Caïazzo à la tête du Paris FC. À l'intersaison de 1991, la mairie de Paris accorde une subvention exceptionnelle de 90 millions de Francs au Paris Saint-Germain Football Club, en difficulté financière, limitant en conséquence les subventions données au PFC. Malgré tout, le Paris FC, renommé « Paris FC 98 », qui s'inspire pour le nom de la candidature de la France à l'organisation de la Coupe du monde de 1998, est ambitieux et recrute largement. Après une nouvelle promotion manquée de justesse en 1992, Caïazzo, critiqué pour avoir envisagé la fusion avec Melun, club adverse du PFC, et Lechantre quittent finalement le club.
En juin 1992, Didier Bariani, personnalité politique parisienne, remplace Caïazzo. À son arrivée, il nomme Hubert Velud au poste d'entraîneur. En 1993, malgré un début de saison insatisfaisant qui entraîne le limogeage d'Hubert Velud en cours de saison au profit de Delio Onnis, le Paris FC termine 4e de son groupe de Division 3 et atteint ses objectifs en se promouvant dans le championnat de National 1, nouveau championnat instauré comme une antichambre de la deuxième division lors de la réforme des compétitions. Les années suivantes, le club termine chaque saison en milieu de tableau de ce championnat.
En 1996, le club est rebaptisé « Paris Football Club 2000 ». L'année suivante, il intègre le nouveau championnat National, qui résulte de la fusion au sein d'une poule unique des deux groupes de N1. Après deux nouvelles saisons passées sans réel espoir de montée malgré les ambitions annoncées, le Paris FC se sépare de son entraîneur et réalise à l'été 1999 un effort de recrutement dans le but d'accéder enfin à la D2. En parallèle, le club déménage au stade Charléty, un stade de 20 000 places situé dans le 13e arrondissement, reconstruit quelques années plus tôt. L'échec est sévère : l'amalgame entre recrues et anciens ne réussit pas. L'équipe, emmenée par Jean-Pierre Carayon, termine la saison à la 17e place, est reléguée en Championnat de France amateur (CFA) et retourne à Déjerine.

### Une équipe dans l'ombre à Paris (2000-2005)
Robert Buigues, arrivé en cours de saison en remplacement de Jean-Pierre Carayon, reste sur le banc, mais ne parvient pas à obtenir la remontée espérée, pas plus que Philippe Lemaître et Patrick Parizon qui lui succèdent bientôt. Noël Le Graët, l'influent ancien président de la Ligue de football professionnel, entre au conseil d'administration en 2001 afin de sauver le club et d'en apurer les comptes. À la fin de l'année 2003, il confie le PFC à Guy Cotret, un banquier, qui affiche son ambition d'en faire un grand club formateur de l'Est et du Nord parisien, porteur d'un « projet éducatif, social et sportif ». En 2005, le club retrouve son nom d'origine : « Paris Football Club ». Sous la direction de Jean-Marc Pilorget, nommé en 2004, le club parisien retrouve le National six ans après l'avoir quitté. La montée est assurée grâce à sa première place dans le groupe D de CFA en 2005-2006.

### Stabilisation en National pendant neuf saisons (2006-2015)

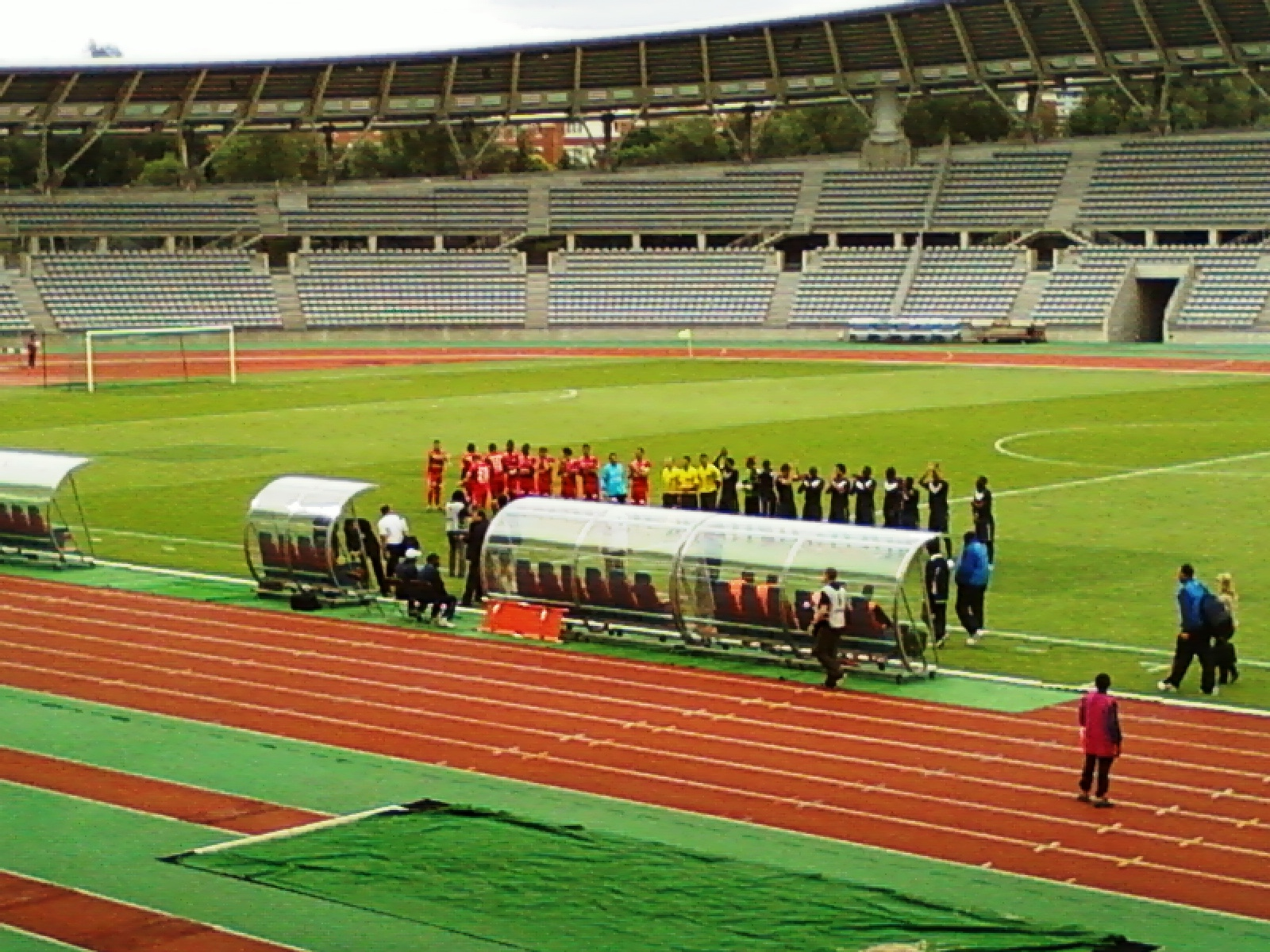
Le Paris FC contre Luzenac le 6 août 2011 au stade Charléty.

Dans la foulée de son retour au troisième échelon du football français, le PFC se fixe déjà comme objectif la promotion en Ligue 2 à l'horizon 2009.
Dès sa première saison à ce niveau, le club termine sixième. L'année suivante, entrainé par Jean-Guy Wallemme, le PFC réalise un exploit lors des 32e de finale de Coupe de France en venant à bout de Toulouse, mais est éliminé au tour suivant par le Dijon FCO. En championnat, la saison est moyenne, avec une 10e place, à treize points de la montée en Ligue 2. La saison suivante, malgré le retour au club de l'entraîneur Jean-Marc Pilorget, le Paris FC ne termine qu'à la 6e place. L'objectif « montée dans les trois ans », fixé en 2006, n'est donc pas atteint.
En 2009-2010, le Paris FC est à nouveau considéré comme un candidat à l'accession. Mais le début de saison est décevant, et l'entraineur Jean-Marc Pilorget est démis de ses fonctions après une défaite contre Cassis-Carnoux. Les dirigeants choisissent alors Jean-Luc Vannuchi, entraîneur de la remontée du Nîmes Olympique en D2 en 2008, pour le remplacer. Les résultats s'améliorent et le PFC termine 6e, grâce notamment aux 22 buts de l'attaquant David Pollet. Après cette bonne fin de saison, le Paris FC ambitionne toujours de monter en L2 au terme de la saison 2010-2011. Mais à nouveau, le club s'enlise en milieu de tableau et termine douzième. Le président Cotret pensait pourtant avoir cette année-là « le meilleur effectif qu'il ait jamais eu ».
En 2012, les performances du club sont à nouveau décevantes, puisque, sous la direction d'Alain M'Boma, l'équipe finit seizième et première non-relégable. À l'intersaison, les dirigeants engagent Olivier Guillou pour le remplacer et remanient fortement l'effectif en recrutant des jeunes joueurs prometteurs. Néanmoins, le début de saison est à nouveau décevant : au bout de dix matchs, l'équipe est relégable et Guillou est limogé. Son ancien adjoint Alexandre Monier prend la relève, sans pouvoir redresser la situation. En février, c'est au tour de Gaston Diamé de s'essayer au redressement de l'équipe toujours relégable. Malgré une légère amélioration des résultats, le club est relégué en CFA à l'issue de la 37e journée.

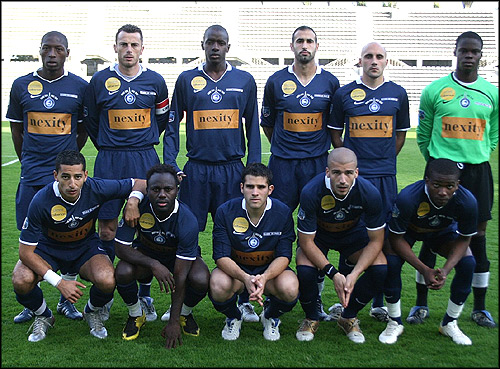
Le groupe en 2009.

Cependant, les relégations administratives successives du Club sportif Sedan Ardennes, du Mans FC et du FC Rouen décidées par la Direction nationale du contrôle de gestion entraînent le repêchage du Paris FC, qui se maintient donc en National pour la saison 2013-2014. Le club se réinstalle au stade Déjerine, à la capacité plus adaptée aux affluences du championnat National et désormais équipé d'une pelouse synthétique. Malgré une intersaison rendue incertaine par les décisions de la DNCG, le début de saison du PFC en National est très satisfaisant, notamment grâce à une bonne défense. L'équipe connaît par la suite une baisse de régime puis s'installe dans le milieu de tableau du championnat, terminant à la neuvième place.
Les échecs répétés du Paris FC dans son objectif de monter en Ligue 2 agacent certains observateurs qui dénoncent les erreurs du club (joueurs, finances...). Pour la saison 2014-2015, entamée avec ambition, le club fait son retour au stade Charléty. Les débuts sont très satisfaisants puisque le club prend la place de leader au terme de la septième journée et la conserve jusqu'à la fin de la phase aller du championnat. Le rythme des Parisiens ralentit quelque peu, et le Red Star FC le dépasse en mars. Le club audonien se détache ensuite du Paris FC, qui se trouve mêlé dans une lutte à trois pour deux places, avec le FC Bourg-Péronnas et le RC Strasbourg, à tel point qu'à l'orée de la dernière journée, les Parisiens ne sont pas encore promus et ont besoin d'un match nul, au minimum. Ils obtiennent le point du match nul, et terminent deuxièmes du championnat National, ce qui leur permet d'effectuer leur retour en Ligue 2, quittée 32 ans auparavant,.

### Retour dans le monde professionnel (2015-2025)
Le retour en Ligue 2 permet au PFC de retrouver le professionnalisme,. Les dirigeants se montrent ambitieux avec un objectif de « Ligue 1 dans les quatre ans ». Malgré un début de saison encourageant avec plusieurs matchs nuls, le PFC est toutefois rapidement en difficulté, dépassant le record de 24 matchs consécutifs sans victoire, auparavant détenu par l'Olympique d'Alès en Cévennes. Dernier de Ligue 2, le club n'est pas en mesure de se maintenir et retourne en National.
La saison suivante, le Paris FC est avant-dernier à la trêve mais réalise une remontée inattendue pendant la deuxième moitié de saison, accrochant la place de barragiste à la dernière journée, grâce à une victoire 2-0 face à l'US Créteil-Lusitanos, alors que le club n'était jamais monté sur le podium de la saison auparavant. Le club échoue lors de ces barrages face à l'US Orléans, mais le 12 juillet 2017, la rétrogradation administrative du SC Bastia permet au PFC d'être repêché et de retrouver la Ligue 2 pour 2017-2018.

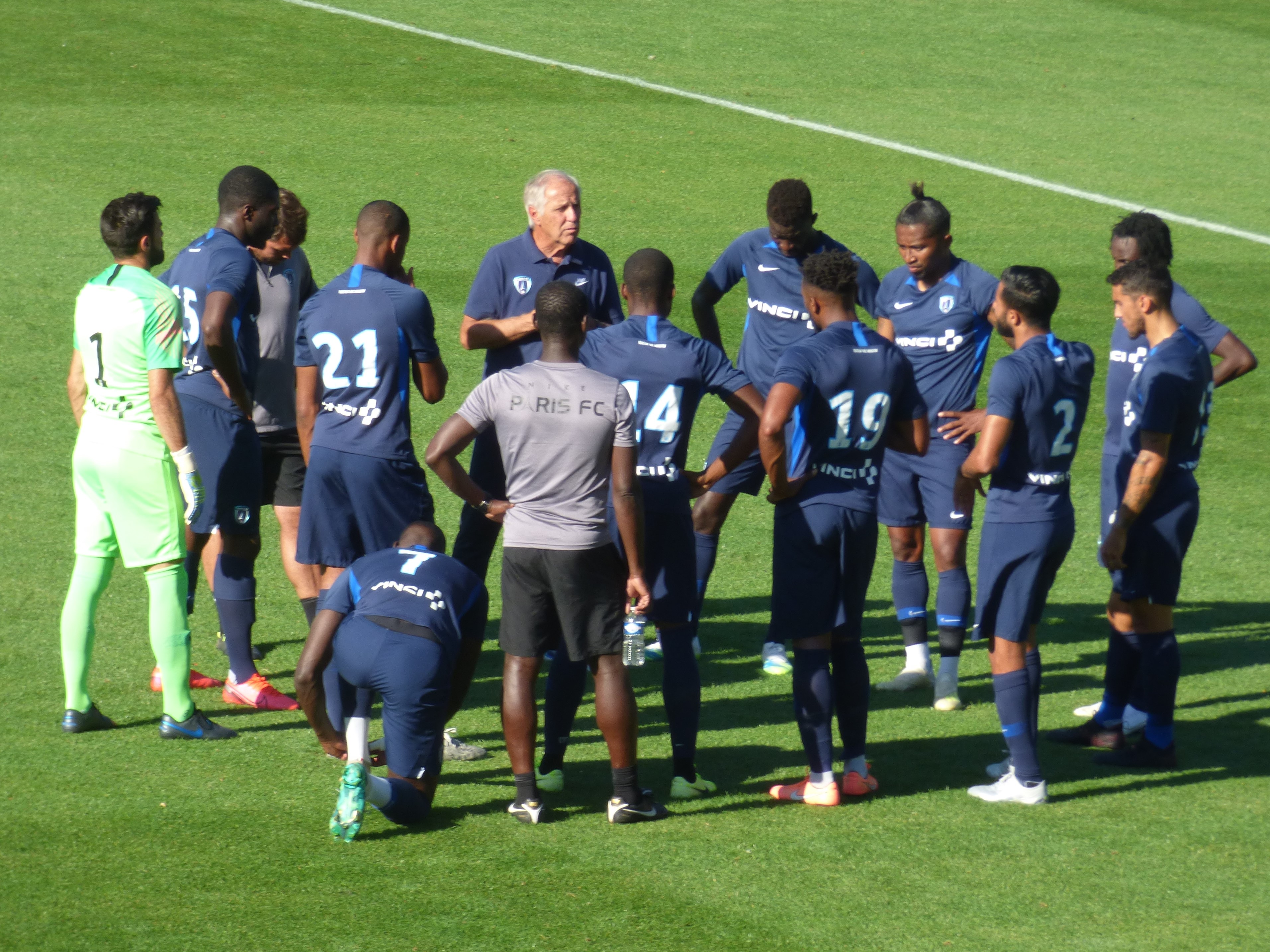
Le match amical RC Lens - Paris FC avec René Girard en août 2020.

Après une saison en Ligue 2 durant laquelle le club de la capitale occupe souvent le podium, les joueurs de Fabien Mercadal craquent finalement dans les dernières journées et finissent à la huitième place. Fabien Mercadal quitte alors le club pour le Stade Malherbe Caen, et il est remplacé par le technicien bosniaque Mécha Bazdarevic.
Lors de la saison 2018-2019, le club de la capitale réalise une nouvelle fois de bonnes performances. Le Paris FC termine la saison à la 4e place de la Ligue 2 2018-2019 avec la meilleure défense du championnat, meilleur résultat du club depuis la saison 1982-1983. Plusieurs journalistes imaginent déjà une remontée en Ligue 1 et des derbys prometteurs avec le Paris Saint-Germain, d'autant que les dirigeants ont déjà prévu une feuille de route dans l'élite,. Il dispute donc les barrages pour la montée face au RC Lens dans son stade Charléty, mais s'incline aux tirs au but (4-5, 1-1 au terme du temps réglementaire).
La saison 2019-2020 de Ligue 2 est mal abordée, le club étant lanterne rouge après treize journées.
Malgré le recrutement de l'ancien international français Jérémy Ménez, le club est 19e à mi-saison. Le 30 décembre, Mécha Bazdarevic est remercié. Il est remplacé par René Girard, le 2 janvier. Le club termine à la 17e place, maintien obtenu notamment grâce à la série de trois victoires d'affilée en février face au FC Chambly, Le Havre AC et le Clermont Foot.
Pour la saison 2020-2021 de Ligue 2, l'effectif est largement retouché, avec le départ de Jérémy Ménez et les arrivées de Gakpa, Belaud, Guilavogui et Laura. Le club termine sa préparation avec un bilan de six victoires en sept rencontres, laissant entrevoir un début de saison de bonne qualité. Le club débute par sept succès lors des neuf premiers matchs, et fait la course en tête. Mais après ce départ canon, la suite est plus compliquée, et le Paris FC se retrouve hors du Top 5 au début de l'année 2021, après une mauvaise série. Finalement, après un "mano à mano" pendant plusieurs mois avec l'AJ Auxerre, le Paris FC termine à la 5e place, synonyme de barrages face au Grenoble Foot, qu'il perd 2-0 au stade des Alpes.
Pour la saison 2021-2022 de Ligue 2, le Paris FC enchaîne plusieurs succès, le club était souvent à la deuxième place, synonyme de qualification directe. Mais le club n'arrive pas à tenir sur cette performance et termine quatrième. Le Paric FC perd son match de barrage face au FC Sochaux-Montbéliard, une confrontation marquée par deux penaltys manqués, la seconde mi-temps à 10 contre 11 et un but de défaite dans les arrêts de jeu. C'est la quatrième fois que le Paris FC échoue aux barrages pour la montée en Ligue 1.
La saison 2022-2023 de Ligue 2 vit le club finir à la septième place, étant très médiocre à domicile mais un des meilleurs à l'extérieur. Le match le plus prolifique à l'actif du Paris FC est une victoire 5 buts à 4 à Valenciennes. Le PFC est éliminé en Coupe de France de football par le FC Annecy, futur tombeur de l'Olympique de Marseille au tour suivant.
Pour la saison de 2023-2024 de Ligue 2, en raison de l'état catastrophique de la pelouse du stade Charléty, le club joue ses premiers matchs "à domicile" au Stade de l'Aube, l'antre de l'ESTAC Troyes. Le club doit également faire sans son gardien iconique, Vincent Demarconnay, qui a pris sa retraite, ainsi que son meilleur buteur, Morgan Guilavogui, qui a signé au RC Lens pour 4 millions d'euros. La saison est marquée par l'annonce de la gratuité de la billetterie du club pour ses matchs à domicile. Cette initiative, unique dans le football professionnel français, permet de belles affluences, notamment contre le SC Bastia pour la première de cette opération avec 6 500 spectateurs et le FC Girondins de Bordeaux, avec environ 13 500 spectateurs. Le record d'affluence est battu lors de la réception de l'AS Saint-Étienne en mars 2024, avec 17 358 spectateurs à Charléty. Le club se fait encore une fois éliminer au premier tour des barrages dans un match spectaculaire contre Rodez.
Le 17 octobre 2024, le club entre dans une nouvelle ère avec l'annonce de l'arrivée d'Agache, filière de LVMH, comme actionnaire majoritaire du club (52 %). Antoine Arnault, pilote du projet, évoque un « projet de famille » pour justifier la prise de contrôle du club.
Le 29 novembre 2024, le Paris FC annonce la finalisation de son évolution actionnariale au terme de six semaines de négociations exclusives entre les différentes parties,. Le nouvel actionnariat se compose désormais de la manière suivante : Agache Sport : 52,4 % – Red Bull : 10,6 % – Alter Paris : 29,8 % – BRI : 7,2 %,,. Pierre Ferracci, le président du club, déclare : « Cette étape que nous venons de franchir est un moment important dans la vie et dans l’histoire du Club. Sans brûler les étapes, en respectant son identité et ses valeurs et en s’appuyant sur un bassin francilien dont on connaît le potentiel, le Paris FC va continuer sa progression, dont bénéficieront ses centres de formation et ses équipes premières, féminine et masculine »,. À la suite de ce rachat, un nouveau conseil d’administration (CA) est mis en place, reflétant la position majoritaire de la famille Arnault et la présence de Red Bull.
Début janvier 2025, Jürgen Klopp, nouveau directeur mondial du football du groupe Red Bull, visite les infrastructures du club et assiste à la victoire de l'équipe (1-0) face à Amiens. Il se déclare notamment particulièrement étonné par la configuration du stade Charléty, disant que « La dernière fois que j'avais vu un match d'aussi loin, c'était à la télé. Dans un tel stade, c'est dur de créer une ambiance ». L'Allemand visite également le centre d'entraînement du club qu'il compare à celui que possédait Mayence quand il entraînait l'équipe vingt ans plus tôt. Face à ce problème, des négociations ont lieu et le 12 février 2025, le club annonce dans un communiqué sur son site que le Paris FC déménagera à partir de l'été 2025 au sein du Stade Jean Bouin, qu'il partagera alors avec le club de rugby du Stade Français Paris :  « Le Stade Français Paris et le Paris FC annoncent ainsi être parvenus à un accord qui fera de Jean-Bouin le stade domicile du Paris FC, dès le début de la saison 2025-2026 et a minima jusqu’en 2029, le Stade Français demeurant naturellement le club résident et l’utilisateur principal ».
Le 2 mai 2025, suite à un match nul (1-1) contre le FC Martigues, le Paris FC sécurise mathématiquement son retour en Ligue 1, 46 ans après sa dernière apparition dans l'élite du football français.

### Arrivée en Ligue 1 avec le rachat par la famille Arnault (2025-)
Pour son arrivée en Ligue 1, la presse annonce un budget de 120 à 130 millions pour le club parisien soit déjà le 7ème de l'élite[réf. nécessaire].

## Résultats sportifs

### Palmarès
Le Paris FC ne possède pas de palmarès au niveau national. Cependant, le club est vainqueur du groupe F de Division 4 en 1989 et du groupe D de CFA en 2006. Au niveau régional, le club remporte un titre de champion de Division d'Honneur de la Ligue de Paris Île-de-France en 1988.
| Compétitions nationales | Compétitions régionales                                                  |
| --- | ------------------------------------------------------------------------ |
| Championnats - Championnat de France - Meilleure performance : 12e en 1973. - Championnat de France de Ligue 2 (D2) - Vice-champion : 2025. - Championnat de France de National (D3) - Vice-champion : 2015. - Championnat de France de Division 4 (D4) - Vice-champion : 1989. - Vainqueur de groupe : 1989. - Championnat de France amateur (D4) - Vainqueur de groupe : 2006. Coupes - Coupe de France - Meilleure performance : demi-finale en 1980. | Championnats - Championnat de Paris-Île-de-France (1) - Champion : 1988. |

### Parcours en Coupe de France
En 1973, malgré les résultats compliqués en Division 1, le PFC atteint les huitièmes de finale où il est éliminé par le FC Nantes, futur finaliste.
Le meilleur résultat du club parisien reste une demi-finale lors de la Coupe de France 1979-1980, alors que l'équipe dirigée par Roger Lemerre évolue en deuxième division. Le parcours est marqué par l'élimination du Stade rennais FC en 8e de finale, grâce à une victoire 4 buts à 0 à Paris, venant compenser la défaite 2-0 du match aller. L'AJ Auxerre, autre club de D2, est écarté en quart de finale grâce à une victoire en Bourgogne signée Knockaert, auteur d'un doublé. En demi-finale, les Parisiens retrouvent une autre équipe de D2, l'US Orléans. Défaits 3-1 à l'aller, ils retournent la situation en menant 2-0 au retour, avant que Roger Marette ne marque un but pour les Orléanais, offrant la qualification à son équipe,. Ils s'inclineront en finale face à l'AS Monaco. Lors de la Coupe de France 1982-1983, le club est éliminé en quarts de finale, battu par le FC Nantes, sous l'appellation « Racing Paris 1 », alors en deuxième division ; le RC Paris arrive à ce stade après avoir battu des équipes évoluant dans des divisions inférieures, sauf lors des 32e de finale, où le RC Paris bat l'ES Viry-Châtillon (D2).
La présence du Paris FC dans les derniers tours de la compétition au début des années 1980 ne se renouvelle pas les années suivantes après son rachat par Lagardère. En 2007-2008, le club élimine le Toulouse FC à l'extérieur en 1/32 de finale mais est éliminé aux tirs au but par le Dijon FCO. En 2010-2011, le PFC atteint les seizièmes de finale, après avoir de nouveau éliminé le Toulouse FC (L1) en trente-deuxième. C'est le FC Sochaux-Montbéliard qui sort le club parisien.
Pour l'édition 2018-2019 de la Coupe de France, le club se fit éliminé d'entrée contre l'IC Croix, club de National 3.
En 2020, le Paris FC retrouve enfin les 16es de finale, après neuf ans d'attente. Le club s'incline alors 2-3 face à l'AS Saint-Étienne, après avoir mené deux fois au score. En 2023, le club est battu en 8es de finale par le FC Annecy, futur tombeur de l'Olympique de Marseille, puis par le Valenciennes FC la saison suivante en 16es de finale.

### Bilan sportif
|                      | Compétition                                          | Saisons | Titres | J   | G   | N   | P   | Bp  | Bc  | Diff |
| Championnat français | Division 1 (1972-1974, 1978-1979)                    | 3       | 0      | 114 | 31  | 29  | 54  | 150 | 214 | -64  |
| Championnat français | Division 2 (1974-1978, 1979-1983, 2015-2016, 2017- ) | 16      | 0      | 536 | 201 | 163 | 172 | 679 | 588 | 91   |
| Championnat français | National 1 / National (1993-2015, 2016-2017)         | 17      | 0      | 614 | 224 | 188 | 202 | 704 | 666 | 38   |
| Championnat français | Division 3 (1983-1993)                               | 5       | 0      | 150 | 55  | 43  | 52  | 169 | 163 | 6    |
| Championnat français | CFA 4e niveau (2008-2010)                            | 6       | 0      | 204 | 79  | 66  | 59  | 248 | 197 | 51   |
| Championnat français | Division 4 (1983-1989)                               | 2       | 0      | 52  | 17  | 17  | 18  | 76  | 61  | 15   |
| Coupes françaises    | Coupe de France (1972-)                              | 52      | 0      |     |     |     |     |     |     |      |
| Coupes françaises    | Coupe de la Ligue (2015-2020)                        | 5       | 0      | 6   | 3   | 0   | 3   | 5   | 7   | -2   |
| Coupes françaises    | Coupe d'été (1982)                                   | 1       | 0      | 4   | 1   | 0   | 3   | 6   | 9   | -3   |

Mise à jour : septembre 2024

## Identité

### Dénomination
Créée sur une initiative de la Fédération française de football afin de relancer le football de haut niveau dans la capitale, une association (sans aucune équipe sportive constituée) nommée « Paris Football Club » établit son siège au 183 avenue de Clichy à Paris XVIIe avant de s'affilier à la FFF le 13 décembre 1969 sous le numéro 24.169. En juillet 1970, l'entité, qui n'a toujours pas commencé ses activités, fusionne avec le Stade Saint-Germain pour former un nouveau club, le Paris Saint-Germain Football Club qui évolue d'abord en deuxième division. Ayant remporté la compétition à la fin de la saison 1970-1971, il est promu en première division.
Les deux entités d'origine se séparent dès 1972, et le Paris FC reprend alors une affiliation à la Fédération française de football, le 23 juin sous le nouveau numéro 26.065. Privé de sa section professionnelle, le Paris Saint-Germain repart de son côté au niveau de l'équipe amateur, qui devient l'équipe première, en Division 3.
Après sa séparation du Paris Saint-Germain, le Paris FC, qui évolue maintenant en Première Division, fusionne aussitôt avec la section football du Cercle athlétique Montreuil (club fondé en 1920), utilisant le numéro d'affiliation no 568 de ce dernier, afin d'être en règle auprès de la FFF. Ce nouveau projet se solde par un échec, le club ne parvient à se maintenir que deux saisons en Division 1 entre 1972 et 1973, tandis que le PSG s'impose comme le principal club parisien.
En 1978-1979, en difficulté en Division 1, le club est brièvement renommé « Paris 1 » après l'intervention financière du groupe Europe 1. En 1982-1983, racheté par Jean-Luc Lagardère, le club est renommé « Racing Paris 1 ». Toutefois, en 1983, Lagardère transfère la section professionnelle au Racing Club de France, et le club repart en Division 4 au niveau de l'équipe amateur sous le nom « Paris Football Club 83 ».
En 1991, sous la direction de Bernard Caïazzo, le club est rebaptisé « Paris Football Club 98 ». Didier Bariani, impulse au club un nouveau changement de nom, qui devient « Paris Football Club 2000 » en 1996. Finalement, le club retrouve son nom originel « Paris Football Club » en 2005.
À noter enfin que le nom « Paris Football Club » est brièvement utilisé en 1887 par un club n'ayant donc rien à voir avec le PFC.

### Couleurs et logos
- Évolution du maillot depuis la création du club :

En 1970, après la fusion avec le Stade Saint-Germain, les couleurs choisies sont : le bleu et le rouge en référence au blason de Paris ; et le blanc en référence à Saint-Germain-en-Laye, ville royale, (qui était déjà la couleur des maillots du Stade Saint-Germain). Le premier maillot du PSG en 1970 est ainsi rouge avec short blanc et bas bleus.
Après son divorce avec le Paris Saint-Germain, le Paris FC adopte de 1972 jusqu'à la fin des années 1970, la couleur orange de son sponsor d'alors (Bic) pour ses maillots et reprend cette couleur pour la saison 1979-1980,.
À partir de 1978, le club évolue avec un maillot bleu ciel, jusqu'au début des années 1980.
Lors de ses années en Division d'Honneur (1984-1988), le Paris FC évolue avec un maillot majoritairement rose. Entre 1989 et 2002, c'est le retour du bleu ciel pour les matchs à domicile et de l'orange et noir pour les matchs à l'extérieur.
Entre 2002 et 2018, le club évolue en bleu marine et blanc à domicile, et en rouge ou en orange et noir à l'extérieur. Aujourd'hui, il évolue à domicile aux couleurs principales du club que sont le bleu marine et le bleu ciel, et joue en à l'extérieur avec une tunique blanche héritée de l'équipe féminine de Juvisy-sur-Orge que le club a absorbé en 2017.[réf. nécessaire]
La couleur du club enregistrée auprès de la FFF est le bleu marine.
| Saisons 1972-1973 et 1979-1980 | Saison 1978-1979 et années 80/90 | Années 2000 à 2018 | Saison 2020-2021 |

- Blason et logo depuis la fondation du club :

Premier logo. Années 1970/80. Inspiré de la nef présente sur le blason de la ville de Paris et rappelant les armoiries de Paris et de la corporation des Nautes, gérante de la municipalité parisienne au Moyen Âge.
Logo du club Années 1990/2000. Un ballon de football bleu foncé et noir, surmonté d'une représentation de la tour Eiffel, et en son centre, la nef rappelant les armoiries de Paris et de la corporation des Nautes.
Ancien logo (2011-2024). Bleu marine aux contours bleu ciel arrondis, avec un dessin stylisé de la tour Eiffel, et la nef du blason de Paris, en bas.
Logo actuel (depuis 2024).

## Personnalités

### Dirigeants
Pierre-Étienne Guyot est le premier président du club, fondé en 1969. Le club fusionne pour devenir le Paris Saint-Germain Football Club (PSGFC), Guyot demeure le président de ce club. Après la séparation du PFC et du PSG, il reste dans le premier club jusqu'en 1973 où Guy Crescent, éphémère président du PSG en 1971, lui succède.
Roger Zeppellini, dernier président du CA Montreuil avant son absorption par le Paris FC, succède à Crescent en 1974,. Le club connaît alors une grave crise durant laquelle il doit faire face à de nombreuses difficultés, mais Zeppelini réussit à redresser l'équipe. L'industriel Jean-Luc Lagardère lui succède en 1982 avec pour objectif de « créer une grande équipe ».
Un an après, Lagardère arrive à ses fins en obtenant la fusion entre la section professionnelle du PFC et le Racing Club. La section amateur, sous le nom de Paris FC 83, repart en quatrième division et Pierre Save, grand supporter du club accepte d'en prendre la présidence,. Le club descend rapidement en Division d'Honneur, mais Save réussit à le faire monter de deux divisions de 1987 à 1989. Bernard Caïazzo prend la suite en 1990 et frôle la promotion en Division 2, néanmoins, à la suite de cet échec, il quitte le club.
En juin 1992, Didier Bariani, personnalité politique, membre fondateur de l'Union pour la démocratie française, devient président du club. Il se désengage en juillet 2001 au profit de Noël Le Graët. En 2003, Guy Cotret devient président après son engagement dans le club aux côtés de Philippe Bompard et André Loucas, avec l'ambition d'en faire le second club professionnel de Paris.
En 2006, Pierre Ferracci, chef d'entreprise proche de la Confédération générale du travail (CGT), rachète des parts du Paris FC, et devient administrateur du club. En 2009, la situation évolue : Cotret est président de la société anonyme sportive professionnelle (SASP) et Ferracci, de l'association,.
À la fin de la saison 2011-2012 et un nouveau maintien du club en National, les conseils d'administration de l'association, dirigée par Pierre Ferracci, et de la SASP, dirigée par Guy Cotret, doivent se prononcer sur l'ouverture du capital du PFC permettant de doubler le budget du club. Mais, les tensions augmentent entre Ferracci et Cotret qui s'opposent sur deux projets de reprise : celui du fonds d'investissement Centurial Capital (soutenu par Cotret) et celui de Jean-Marc Guillou (soutenu par Ferracci).
Finalement, début juin, le Paris FC privilégie le projet de Guillou, soutenu par Ferracci, « qui consiste schématiquement à « prêter » et valoriser au sein du PFC des joueurs formés dans ses académies implantées à travers le monde. ». Cotret, fragilisé, se réunit avec Ferracci devant le tribunal de la direction nationale du contrôle de gestion (DNCG) pour annoncer un budget d'environ 4 millions d'euros, accepté par la DNCG. Mais les tensions entre les deux hommes restent vives : pour sauver le club, une réunion est prévue concernant le rachat des parts de Cotret par Ferracci. Quelques jours après, les deux parties réussissent à s'entendre : Cotret quitte le club après avoir vendu ses parts à Ferracci, nouveau président du club en juin 2012.
| Rang | Nom                  | Période   |
| ---- | -------------------- | --------- |
| 1    | Pierre-Étienne Guyot | 1969-1973 |
| 2    | Guy Crescent         | 1973-1974 |
| 3    | Roger Zeppelini      | 1974-1982 |
| 4    | Jean-Luc Lagardère   | 1982-1983 |
| 5    | Pierre Save          | 1983-1991 |
| 6    | Bernard Caïazzo      | 1991-1992 |
| 7    | Didier Bariani       | 1992-2001 |
| 8    | Noël Le Graët        | 2001-2003 |
| 9    | Guy Cotret           | 2003-2012 |
| 10   | Pierre Ferracci      | 2012-     |

### Entraîneurs

#### Les entraîneurs en D1 et D2 (1972-1983)
L'international Louis Hon est le premier entraîneur d'après la scission entre Paris FC et Paris SG, en 1972. Après la fusion avec le CA Montreuil, l'entraîneur montreuillois Antoine Dalla Cieca, ancien du Red Star et du RC Paris, le remplace. C'est à ce moment-là que l'équipe première est reléguée en Division 2 pour la première fois en 1974.
En 1976, l'ancien entraîneur du Paris Saint-Germain Robert Vicot prend le PFC en main. Ayant déjà connu deux montées consécutives avec le PSG (de la Division 3 à la Division 2), Vicot permet à l'équipe professionnelle monter en Division 1, ce qu'il explique lui-même notamment par la discipline qu'il amène alors aux joueurs. Le PFC retombe en Division 2 après une seule saison de Division 1, et, en 1979, la direction fait venir Roger Lemerre du Racing Club de Lens avec lequel il vient de regagner l'élite. International français, Lemerre s’appuie sur des jeunes joueurs et sur des éléments expérimentés. Sous sa direction, le Paris FC termine en milieu de tableau de la D2 et atteint la demi-finale de la Coupe de France pour la première fois dans l'histoire du club. La saison suivante est moins bonne avec la 15e place du groupe B de D2 : Lemerre est remplacé par Alberto Muro en début octobre 1981.

#### La reconstruction du PFC (1983-2007)
En 1983, alors que le Paris FC est maintenant représenté par son ancienne équipe réserve en Division 4, c'est Luc Rabat qui prend les rênes de l'équipe,. Malgré la relégation en DH, Rabat est conservé jusqu'en 1986. Pierre Lechantre, son successeur, est d'abord entraîneur-joueur jusqu'en 1989. Ayant enchaîné deux montées en deux ans, Lechantre reste en poste jusqu'en 1992, ne parvenant toutefois pas à faire monter le PFC en D2, objectif fixé par Bernard Caïazzo.
Pour atteindre cet objectif, Didier Bariani, nouveau président, engage Hubert Velud, ancien entraîneur-adjoint du club. Ce dernier est toutefois limogé et devient directeur technique en cours de saison en raison d'un début de saison insatisfaisant, et est remplacé par l'Argentin Delio Onnis. Velud retrouve le poste en 1995. En 1998, son adjoint Jean-François Charbonnier le remplace en tant qu'intérimaire avant de laisser son poste à Jean-Pierre Carayon qui vise la montée pour la saison 1999-2000.
Le club entame toutefois une crise de confiance, et Carayon est remplacé par Robert Buigues, qui ne peut éviter la relégation en CFA, même si les dirigeants gardent confiance en lui. Ni lui, ni Philippe Lemaître qui lui succède en 2002 ne réussissent à faire remonter l'équipe. En 2004, jugeant Lemaître « inexpérimenté », la nouvelle direction est ambitieuse et embauche l'ancien international Patrick Parizon. Ce dernier est remercié après seulement dix matchs, dont cinq défaites, et remplacé par Jean-Marc Pilorget.

#### Changements fréquents d'entraîneurs (2007-)
Pendant dix ans, de 2006 à 2015, les différents entraîneurs engagés échouent successivement à faire monter le Paris FC en Ligue 2, objectif constant du club,.

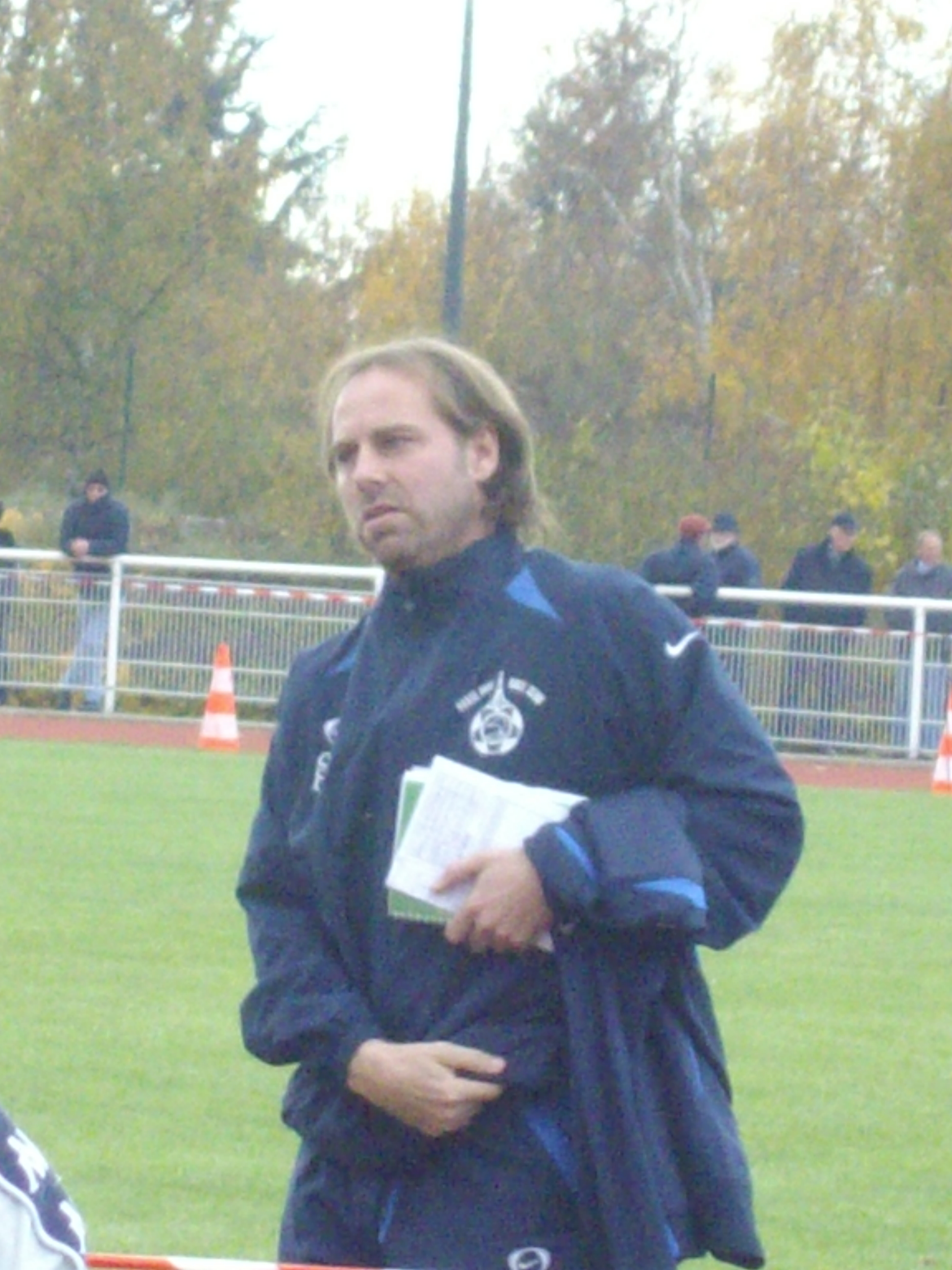
Jean-Guy Wallemme, entraîneur du PFC en 2007-2008.

Pilorget atteint les objectifs du club en faisant monter l'équipe en National en 2006. Il reste au PFC jusqu'en 2009, exception faite de la saison 2007-2008 où c'est Jean-Guy Wallemme qui entraîne l'équipe première, Pilorget ayant démissionné avec fracas, affirmant « le Paris FC n'a pas d'avenir ». Son contrat est rompu en septembre 2009 en raison de choix de recrutement contestés, de méthodes d'entraînement critiquées, et de mauvaises relations entretenues avec la direction.
Jean-Luc Vannuchi, le nouvel entraîneur, décide de ne pas prolonger à l'issue de la saison 2010-2011. Alain Mboma, arrive du Red Star pour le remplacer et renouvelle les ambitions de Ligue 2 du club, lui non plus sans succès. Lors d'un match de fin de saison contre le Gazélec Football Club Ajaccio, Mboma est agressé physiquement par Christophe Ettori, directeur sportif du club corse. Olivier Guillou lui succède et sa nomination est mise sur le compte de l'influence de son oncle Jean-Marc Guillou, actionnaire à 15 % du club.
Au bout de dix matchs et une seule victoire, Guillou est évincé au profit d'Alexandre Monier, l'un de ses adjoints. Monier étant convalescent à partir de février 2013, le Mauritanien Gaston Diamé, auparavant entraîneur adjoint, assure l'intérim jusqu'à la fin de la saison. Relégué sportivement en CFA, le Paris FC engage alors Christophe Taine avec comme objectif la remontée immédiate, avant d'être finalement repêché administrativement en National.
Après une première saison de transition, Christophe Taine effectue de nombreux recrutements et l'équipe parvient à jouer les premiers rôles en National pour la première fois depuis quatre ans. L'équipe accède en fin de saison à la Ligue 2, 32 ans après avoir l'avoir quitté. L'entraîneur quitte le club le 4 juin 2015, et est remplacé par Denis Renaud, entraîneur notamment de USJA Carquefou pendant douze ans,. En raison de résultats sportifs très décevants, il est licencié en novembre 2015, alors que l'équipe est relégable malgré un début de championnat encourageant avec aucune défaite lors des neuf premières journées.
Renaud est remplacé par l'ancien entraîneur de l'US Créteil-Lusitanos et du Stade de Reims Jean-Luc Vasseur. Ne parvenant pas à empêcher la relégation en National, il est remercié dès la fin de la saison au profit de Réginald Ray, auparavant entraîneur-adjoint d'Aston Villa.
Après une phase allée manquée ou il se classe un moment avant dernier le club parvient par la suite à réaliser une folle remontée malgré une importante lacune offensive mais compensée par une défense très solide pour arracher à l'ultime journée la troisième place synonyme de barrage auquel il échouera face à l' US Orléans et contraint à rester en National 1. Réginald Ray quitte le club du fait du manque de confiance de ses dirigeants et est remplacé par Fabien Mercadal.
À la suite du départ de ce dernier, Mécha Baždarević prend les rênes de l'équipe, qu'il emmènera jusqu'en barrages contre le RC Lens, qui l'emportera cruellement aux tirs au but dès sa première saison. Le début de saison suivante sera catastrophique, avec une 19e place à la trève hivernale 2019, ce qui causera le départ de l'entraineur bosniaque, qui sera remplacé par René Girard. Le maintien obtenu à la 17e place et une saison tronquée par la crise sanitaire, la saison suivante fut d'un meilleur niveau, avec une élimination en barrages d'accession en Ligue 2, cette fois contre Grenoble. Malgré cela, René Girard et le club se séparèrent en juin 2021.
L'entraineur Thierry Laurey, auteur d'un bon maintien en Ligue 1 avec le RC Strasbourg, signe au Paris FC pour deux ans, qu'il respectera et partira à la fin de ces deux saisons sans réel relief. Il est remplacé par Stéphane Gilli, ancien adjoint de Mecha Bazdarevic et René Girard.

#### Liste des entraîneurs
Le tableau suivant liste les entraîneurs de l'équipe première du Paris Football Club depuis 1972.
| Rang | Nom                       | Période   |
| ---- | ------------------------- | --------- |
| 1    | Louis Hon                 | 1972      |
| 2    | Antoine Dalla Cieca       | 1972-1976 |
| 3    | Robert Vicot              | 1976-1979 |
| 4    | Roger Lemerre             | 1979-1981 |
| 5    | Alberto Muro              | 1981-1983 |
| 6    | Luc Rabat                 | 1983-1986 |
| 7    | Pierre Lechantre          | 1986-1992 |
| 8    | Hubert Velud              | 1992      |
| 9    | Delio Onnis               | 1992-1995 |
| 10   | Hubert Velud              | 1995-1998 |
| 11   | Jean-François Charbonnier | 1998-1999 |

| Rang | Nom                 | Période               |
| ---- | ------------------- | --------------------- |
| 12   | Jean-Pierre Carayon | 1999-nov. 1999        |
| 13   | Robert Buigues      | nov. 1999-2002        |
| 14   | Philippe Lemaître   | 2002-2004             |
| 15   | Patrick Parizon     | 2004                  |
| 16   | Jean-Marc Pilorget  | 2004-2007             |
| 17   | Jean-Guy Wallemme   | 2007-2008             |
| 18   | Jean-Marc Pilorget  | 2008-oct. 2009        |
| 19   | Jean-Luc Vannuchi   | oct. 2009 - 2011      |
| 20   | Alain M'Boma        | 2011-mai 2012         |
| 21   | Olivier Guillou     | mai 2012 - oct. 2012  |
| 22   | Alexandre Monier    | oct. 2012 - fév. 2013 |

| Rang | Nom              | Période               |
| ---- | ---------------- | --------------------- |
| 23   | Gaston Diamé     | fév. 2013 - mai 2013  |
| 24   | Christophe Taine | mai 2013 - mai 2015   |
| 25   | Denis Renaud     | juin 2015 - nov. 2015 |
| 26   | Jean-Luc Vasseur | nov. 2015 - juin 2016 |
| 27   | Réginald Ray     | mai 2016 - juin 2017  |
| 28   | Fabien Mercadal  | juin 2017 - juin 2018 |
| 29   | Mécha Baždarević | juin 2018 - déc. 2019 |
| 30   | René Girard      | jan. 2020 - juin 2021 |
| 31   | Thierry Laurey   | juin 2021 - mai 2023  |
| 32   | Stéphane Gilli   | juin 2023-            |

### Joueurs
| Rang | Nom                      | Buts | Matchs | Carrière au club        |
| ---- | ------------------------ | ---- | ------ | ----------------------- |
| 1    | Jean-François Beltramini | 37   | 132    | 1975 - 1979             |
| 2    | Louis Floch              | 33   | 64     | 1972 - 1974             |
| 3    | Julien Lopez             | 31   | 256    | depuis 2017             |
| 4    | Lamri Laachi             | 29   | 270    | 1973 - 1983 1987 - 1988 |
| 5    | Bernard Lech             | 28   | 60     | 1977 - 1979             |

| Rang | Nom                 | Matchs | Carrière au club        |
| ---- | ------------------- | ------ | ----------------------- |
| 1    | Vincent Demarconnay | 372    | 2008 - 2023             |
| 2    | Lamri Laachi        | 270    | 1973 - 1983 1987 - 1988 |
| 3    | Julien Lopez        | 256    | depuis 2017             |
| 4    | Cyril Mandouki      | 236    | 2017 - 2024             |
| 5    | Abdoulaye Diawara   | 155    | 2007 - 2010 2011 - 2013 |

Au cours de son histoire, le Paris FC a compté dans ses rangs plusieurs joueurs qui ont marqué de leur empreinte l'histoire du club.
Depuis le 12 décembre 2020, l'emblématique gardien de but Vincent Demarconnay, arrivé en 2008, est le joueur le plus capé du Paris FC, devant le défenseur algérien Lamri Laachi.
Au rayon des meilleurs buteurs, c'est l'attaquant français Jean-François Beltramini qui occupe la première place avec 37 réalisations suivi de l'attaquant français Louis Floch auteur de 33 réalisations sous le maillot du PFC.
En Division 1, après sa séparation avec le Paris Saint-Germain, les meilleurs éléments du club sont les internationaux français Jean Djorkaeff et Louis Floch, ainsi que l'international israélien Mordechai Spiegler et le double champion d'Europe en titre avec l'Ajax Amsterdam, l'Autrichien Heinz Schilcher. Après la descente en D2, les meilleurs éléments quittent le club, à l'image de Floch qui part au Paris Saint-Germain.

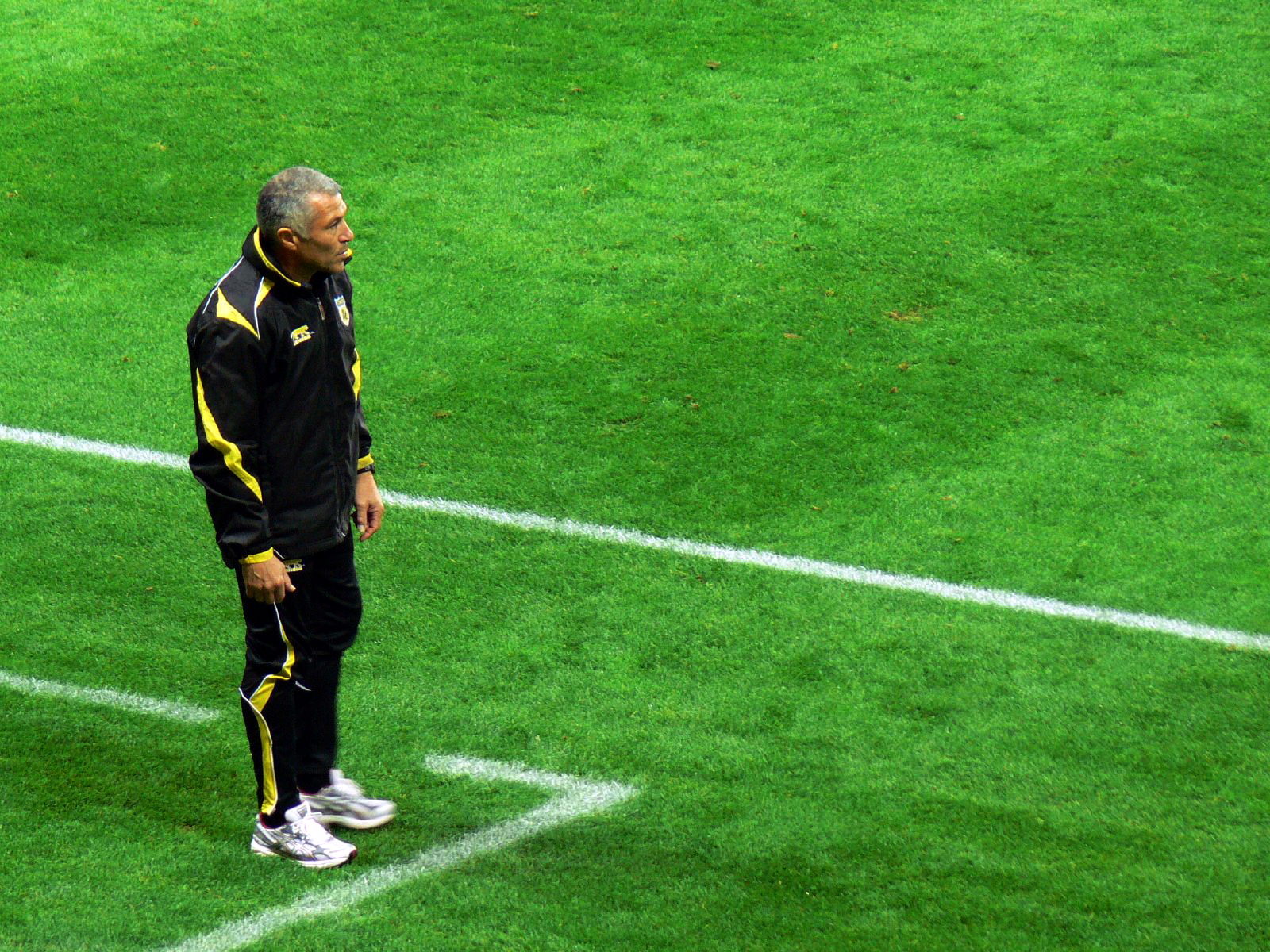
Le milieu de terrain Georges Eo joue 116 matchs avec le Paris FC de 1972 à 1974 et de 1978 à 1980.

Lors de la saison 1975-1976 en Division 2, le Paris FC recrute l'international yougoslave Dragoslav Šekularac à l'âge de 37 ans, ce qui est un fait assez rare : un club français fait rarement confiance à un joueur de champ de plus de 35 ans. Malgré une condition physique assez limitée, il réalise une dizaine de matchs et part du club à la fin de la saison.

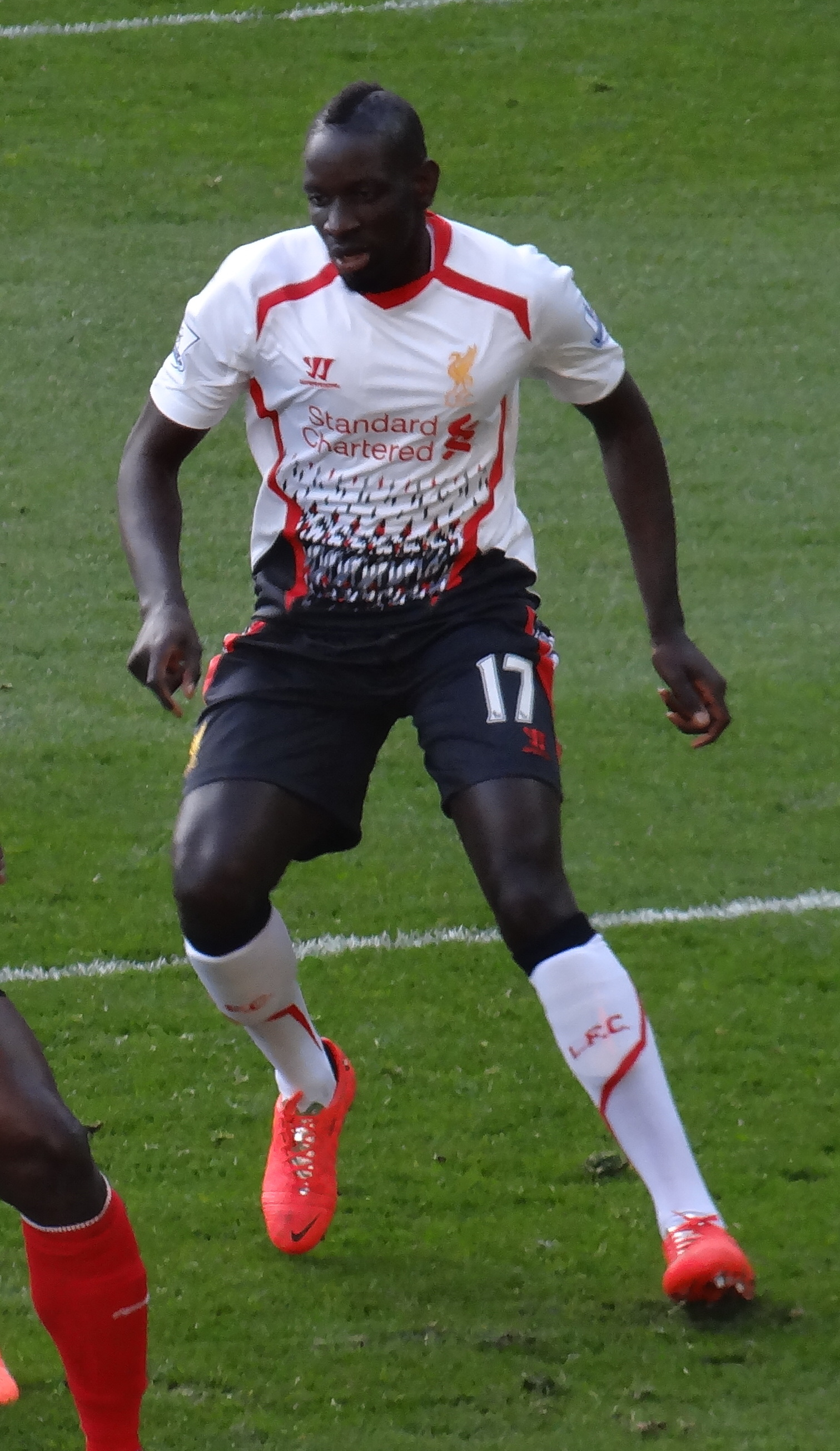
Mamadou Sakho a évolué avec les équipes de jeunes du Paris FC de 1998 à 2002.

Cette descente fait du PFC un club amateur, mais le club parisien retrouve le statut professionnel en 1976. Les dirigeants font alors un grand effort de recrutement pour retrouver la Division 1, en embauchant notamment Bernard Lech, Francis Smerecki ou encore Bernard Guignedoux. Bien que n'ayant porté le maillot du PFC que durant une saison et demie, l'attaquant Nebojša Zlatarić marque durablement le public par son style de jeu et sa technique. Avec ses coéquipiers Jean-François Beltramini et Bernard Lech, il participe grandement à la remontée du club en Division 1 en 1978. Avec la montée du club en Division 1, le club attire notamment Jean-Noël Huck, Georges Eo et Yves Mariot. En trois saisons de Division 1, Georges Eo reste comme celui ayant réalisé le plus de matchs avec le PFC (95 matchs) et Louis Floch comme le meilleur buteur du club dans cette division avec ce club (30 buts). Cependant, avec la redescente en Division 2 l'année suivante, le club perd une nouvelle fois ses meilleurs joueurs. Certains, comme Bruno Knockaert et Georges Eo, restent toutefois au club.
Jean-François Beltramini, en quatre saisons au Paris FC, de 1975 à 1979, se fait remarquer en participant à plus de 140 matchs et marquant 37 buts. Le défenseur algérien Lamri Laachi joue 270 matchs avec le Paris FC entre 1973 et 1983, soit toutes les saisons du Paris FC avant sa fusion avec le Racing Club de France en 1983, excepté la première saison en 1972-1973,.
Pour la saison 1981-1982, de nombreux changements sont opérés au niveau de l'effectif : Knockaert, Mongalli et Ouali partent et sont remplacés par Denis Troch, Gilbert Brisson et Armando Bianchi. Après la rétrogradation du club en D4, le club redevient amateur et ses meilleurs joueurs partent à nouveau vers d'autres clubs.
Au début des années 1990, Pierre Lechantre recrute des joueurs comme Jean-François Charbonnier, Omar da Fonseca et Rubén Umpiérrez et encadre les jeunes espoirs du club comme Jules Tchimbakala et Philippe Poil. Le milieu de terrain ivoirien Maurice M'Bock joue treize saisons avec le Paris FC de 1987 à 2000 et a joué 297 matchs avec le club parisien lors de ses années en D3 (1989-2000) pour trente buts inscrits.
Certains joueurs internationaux ou importants ont été formés au Paris FC dans leur jeunesse avant d'intégrer des clubs plus prestigieux : ainsi, le gardien de but Nicolas Douchez, le défenseur central international Mamadou Sakho, les milieux de terrain Lassana Diarra et Gabriel Obertan et l'attaquant Frédéric Piquionne ont ainsi joué à leurs débuts dans les équipes de jeunes du Paris FC. Silas Katompa Mvumpa, attaquant international congolais, fut également la meilleure vente du club, signant pour 8M€ au VfB Stuttgart.
Vincent Demarconnay devint en décembre 2020 le joueur le plus capé du club et aura joué 371 matchs toutes compétitions confondues avec le club jusqu'à sa retraite à la fin de la saison 2022-2023 de Ligue 2.

## Effectif professionnel actuel
Le premier tableau liste l'effectif professionnel du Paris FC pour la saison 2025-2026. Le second recense les prêts effectués par le club lors de cette même saison.
En grisé, les sélections de joueurs internationaux chez les jeunes mais n'ayant jamais été appelés aux échelons supérieurs une fois l'âge-limite dépassé ou les joueurs ayant pris leur retraite internationale.

## Structures

### Structures sportives

#### Stades

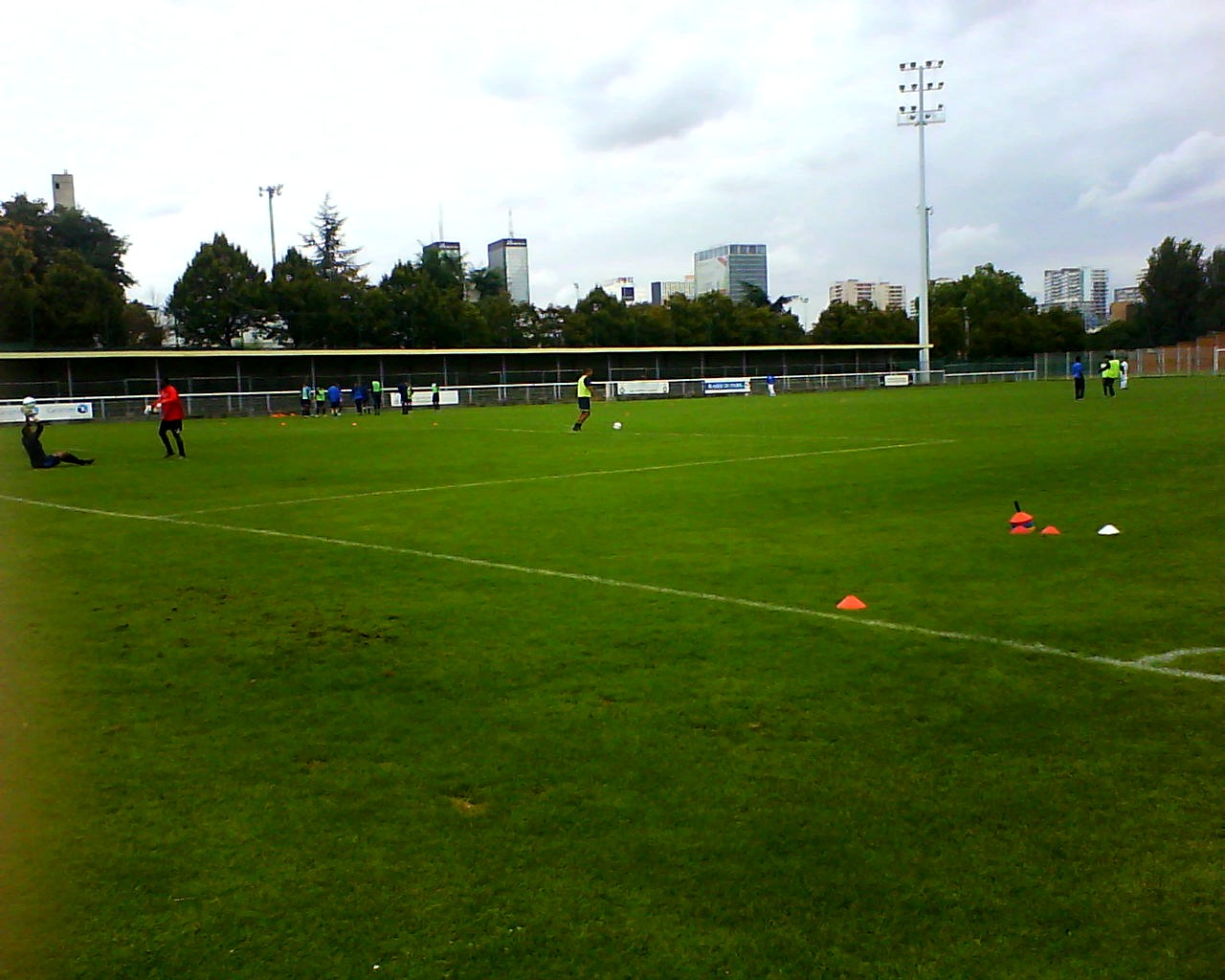
Stade historique du club, le stade Déjerine possède 2500 places jusqu'en 2007. En 2013, le stade n'en possède plus que 1000.

Inaugurée en 1972, après une reconstruction durant plus de trois ans, l'enceinte du Parc des Princes accueille les matchs à domicile du Paris FC de 1972 à 1974, puis de 1978 à 1979 (en même temps que le Paris Saint-Germain), c'est-à-dire lors des trois seules saisons du club en Division 1.
Avec la relégation en Division 2, en 1974, le Paris FC déménage au stade de la Porte de Montreuil, une enceinte vétuste et vieillissante. Au cours de la saison 1974-1975, les vestiaires sont détruits par un incendie. Le PFC est ainsi forcé à l'itinérance entre différents stades de banlieue parisienne comme à la Cipale dans le bois de Vincennes, ou encore Villeneuve-la-Garenne. Il en est de même lors de la saison 1978-1979, où le club joue ses deux premiers matchs à domicile au stade olympique Yves-du-Manoir de Colombes puis quelques autres au stade Bauer de Saint-Ouen.
Le Paris FC retourne ensuite au stade de la porte de Montreuil, renommé stade Déjerine. Lors de la saison 1981-1982, le PFC joue quelques matchs au stade de l'Aube à Troyes, après un rapprochement avec le club troyen, mais retourne rapidement au stade Déjerine, après de faibles affluences. Le Paris FC effectue également la saison 1999-2000 au stade Charléty, tout juste reconstruit, pour marquer l'ambition d'un retour en D2. Mais le club est relégué en CFA et retourne une nouvelle fois à Déjerine. Le club parisien joue ses matchs à domicile dans son stade historique jusqu'en 2007.

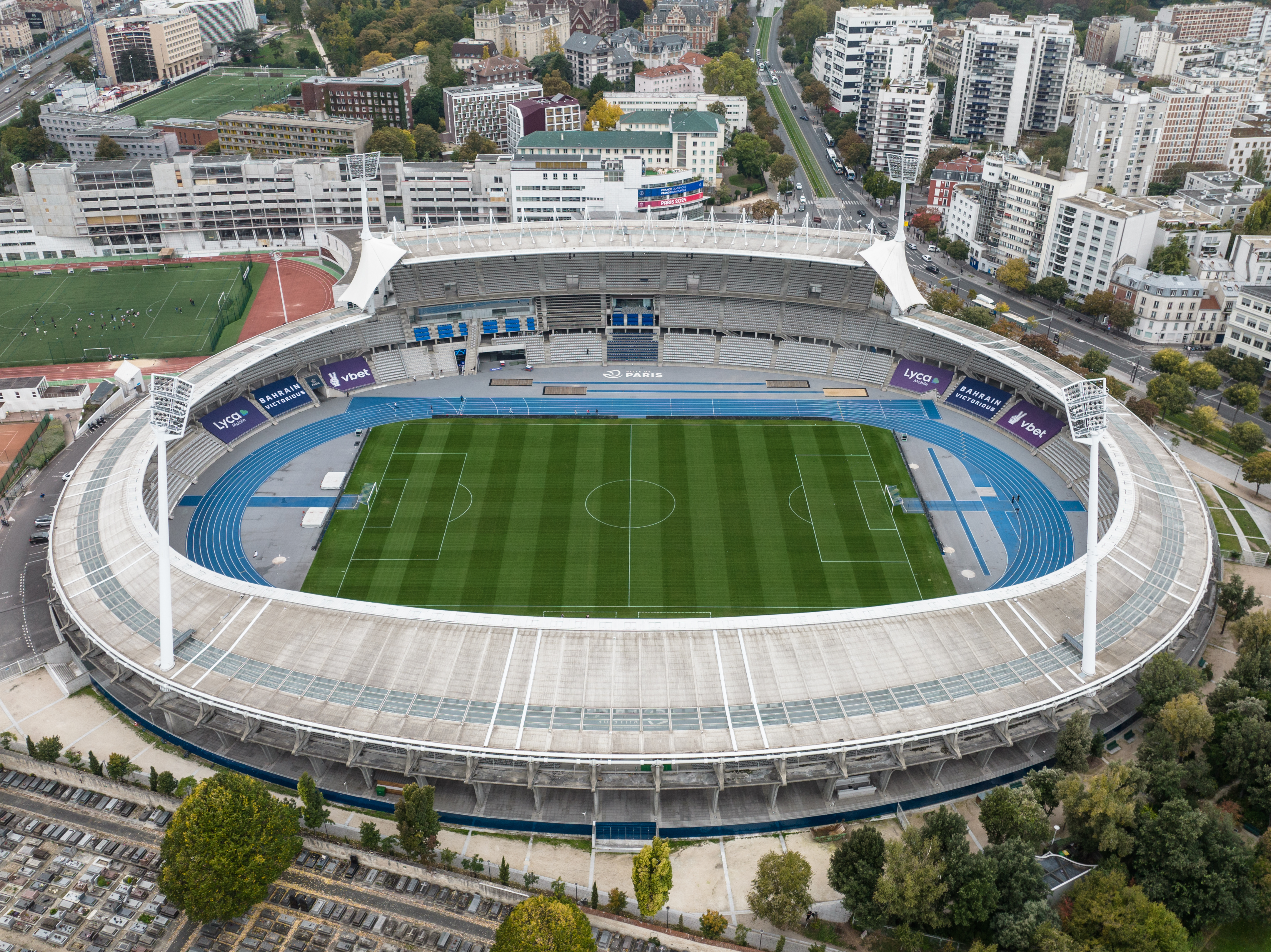
Panorama du stade Charléty où le Paris université club est historiquement prioritaire.

Disposant d'environ 2 500 places, ce stade n'est pas aux normes exigées en National, niveau auquel évolue le Paris FC en 2006. Une dérogation est accordée au PFC du 19 juillet au 31 décembre 2006 pour mener à bien les travaux de conformité. Ainsi, en raison de ces travaux, le stade n'est pas disponible au début de la saison, et le PFC est contraint de se replier provisoirement vers le stade Marville de La Courneuve pour les trois premiers matches à domicile de la saison 2006-2007, avant de revenir à Déjerine pour le reste de la saison. À l'intersaison 2007, le club quitte finalement Déjérine pour le stade Charléty, déjà utilisé en 1999-2000, situé dans le 13e arrondissement et contenant 20 000 places. Cependant, l'utilisation pose des problèmes de calendrier, notamment en raison des chevauchements de matches avec ceux du Stade Français rugby et du Paris-SG féminines, sans compter les compétitions d'athlétisme.
Charléty, stade du Paris université club et emblème de longue date du sport parisien, devient donc également le principal stade du Paris Football Club à l'été 2007. Cependant, le club retourne au stade Déjerine en août 2013 à cause des faibles affluences enregistrées ; ce retour a pu se faire grâce à l'assouplissement des normes de la FFF,.
Mais le passage au stade Charléty est difficile pour les supporteurs qui comparent leur historique stade Déjerine, qui a vu sa capacité réduite à 1 000 places, à « un stade de District ». De plus, les dirigeants voient leurs affluences chuter fortement à domicile. En avril 2014, le club de l'est de Paris envisage de quitter son jardin habituel pour retourner à Charléty. À quelques semaines du début de la saison 2014-2015, le retour à Charléty est finalement officialisé. Par ailleurs, avant de déménager vers ses nouveaux terrains d'Orly, l'équipe première réalisait ses entraînements à Choisy-le-Roi, au Parc interdépartemental des sports, où s'entraîne également l'UJA Alfortville.

#### Équipe réserve et école de football

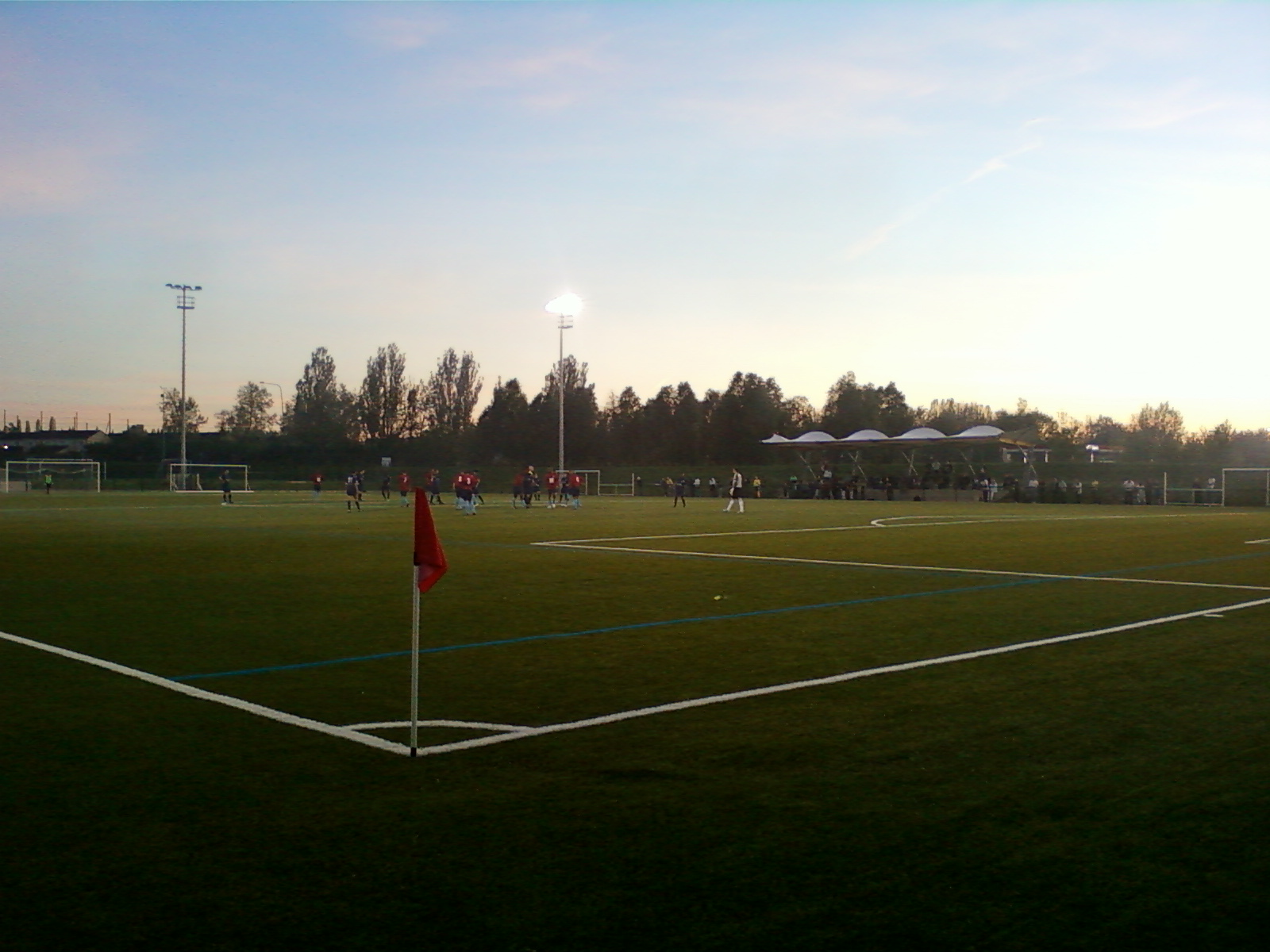
Match de l'équipe réserve du Paris FC contre le RCA Cergy-Pontoise en 2011 dans le cadre de la coupe de Paris.

En 2014, le Paris FC compte dans ses rangs, environ 800 licenciés, évoluant en équipe première, de réserve, de jeunes ou féminines, après avoir eu 700 licenciés en 2011, répartis dans trente équipes.
L'équipe réserve évolue en 2014 en CFA 2 (D5), groupe D. Elle évolue dans cette division depuis 2010 et sa promotion de Division d'Honneur Paris Île-de-France, après une affaire mouvementée : lors d'une rencontre contre le club de Saint-Ouen-l'Aumône, un joueur adverse est suspecté de prendre l'identité d'un autre : ce joueur, alors suspendu depuis quatre ans pour violence, passe aux aveux, et l'affaire est mise devant la justice. Saint-Ouen-l'Aumône est premier devant le Paris FC et est donc qualifié sportivement mais la FFF décide, huit mois après le match, de donner les quatre points de la victoire au Paris FC, promouvant ainsi le club en CFA 2.
Depuis le début des années 2010, le Paris FC possède un centre de formation dénommé « Paris FC Academy » ayant pour but de proposer à des jeunes, « une formation footballistique et scolaire, générale et technologique » qui rencontre un certain succès dans les années 2010 : « Meilleur club formateur amateur de France en 2013 », le Paris Football Club est le seul club d'Île-de-France avec le Paris Saint-Germain à faire évoluer ses quatre équipes principales à un niveau national : en effet, en 2014, l'équipe première évolue en National, la réserve en CFA 2, tandis que les moins de 19 ans et les moins de 17 ans jouent en première division de leur catégorie d'âge,. Le meilleur résultat obtenu par les U19 parisiens à la Coupe Gambardella est une demi-finale disputée lors de l'édition 2012-2013, alors qu'une équipe amateur n'avait jamais atteint ce stade depuis 23 ans.

#### Centres de formation et d'entraînement d'Orly

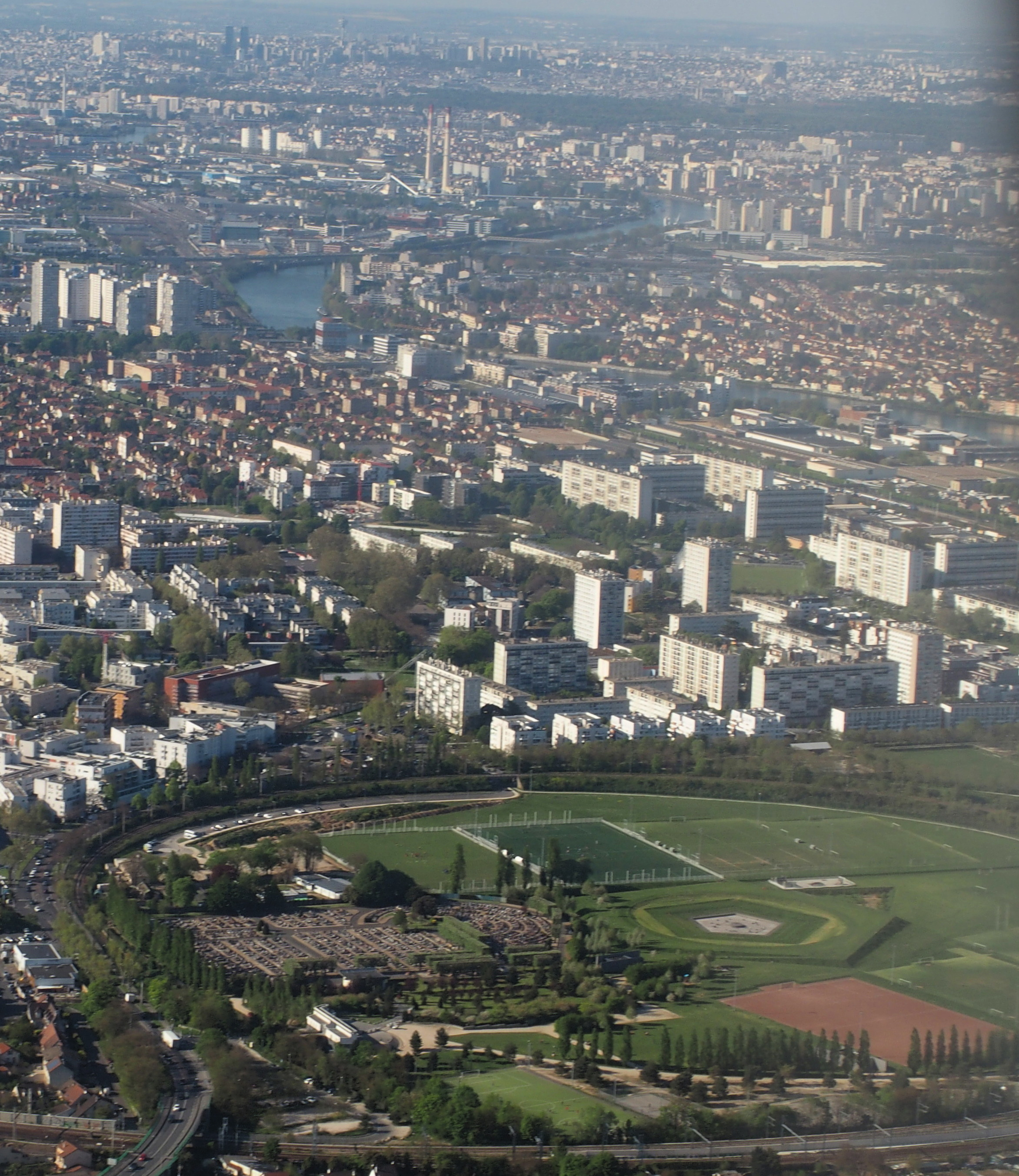
Vue du nouveau centre d'entraînement et de formation situé voie des Saules à Orly dans la banlieue sud de Paris.

Depuis juillet 2018, le club bénéficie des nouveaux centres de formation et d’entraînements situés dans le complexe de 7 hectares de la Voie des Saules à Orly, dans la banlieue sud de Paris et agréés par les instances nationales du football (FFF, LFP).
Il regroupe l'équipe réserve et une soixantaine de jeunes (U17, U19).
L’équipe féminine (D1) s’entraîne également à Orly , où sont construits plusieurs nouveaux terrains de football dont un doté d’une pelouse hybride et chauffée. L'équipe professionnelle de L2 s'y installe définitivement à la fin de cette même année. En février 2019, un autre bâtiment est construit. Il abrite les vestiaires pour les équipes de L2 et de D1 féminine, les bureaux des entraîneurs, des intendants, des médecins et kinés, ainsi qu’un lieu de vie pour les joueurs, un espace médical, une salle de musculation, une salle de presse et des locaux pour entreposer le matériel.
En mars de cette même année, le Paris FC quitte son siège situé dans le XIIIe arrondissement de Paris pour installer ses salariés administratifs à Orly.
En parallèle, le Paris FC possède également une section « formation » dans laquelle évolue les autres joueurs de cette tranche d'âge ; les joueurs de treize à quinze ans sont en « préformation », tandis que ceux de six à douze ans font partie de l'« école de foot ». Le Paris FC réunit également une centaine de licenciées en football féminin, « section du club en plein développement » ; les jeunes parisiennes peuvent rejoindre le PFC dès l'âge de six ans à l'instar des garçons.
| Équipe réserve                                                                                   | Compétitions juniors |
| - Division 3 - Vainqueur du groupe Ouest : 1974 - Division d'Honneur Paris (1) - Champion : 2010 | - Mondial Minimes de Montaigu (1) - Champion : 1979, 1980 - Championnat National Cadets - Finaliste : 1982, 1989 - Challenge du « Meilleur club de jeunes » (Clubs à statut non professionnel) - Vainqueur : 1989 - Challenge du « Meilleur club de jeunes » (Région Île-de-France) - Vainqueur : 2009 - Gothia Cup en U19 (2) - Champion : 2010, 2012 |

### Aspects juridiques et économiques

#### Statut juridique et légal

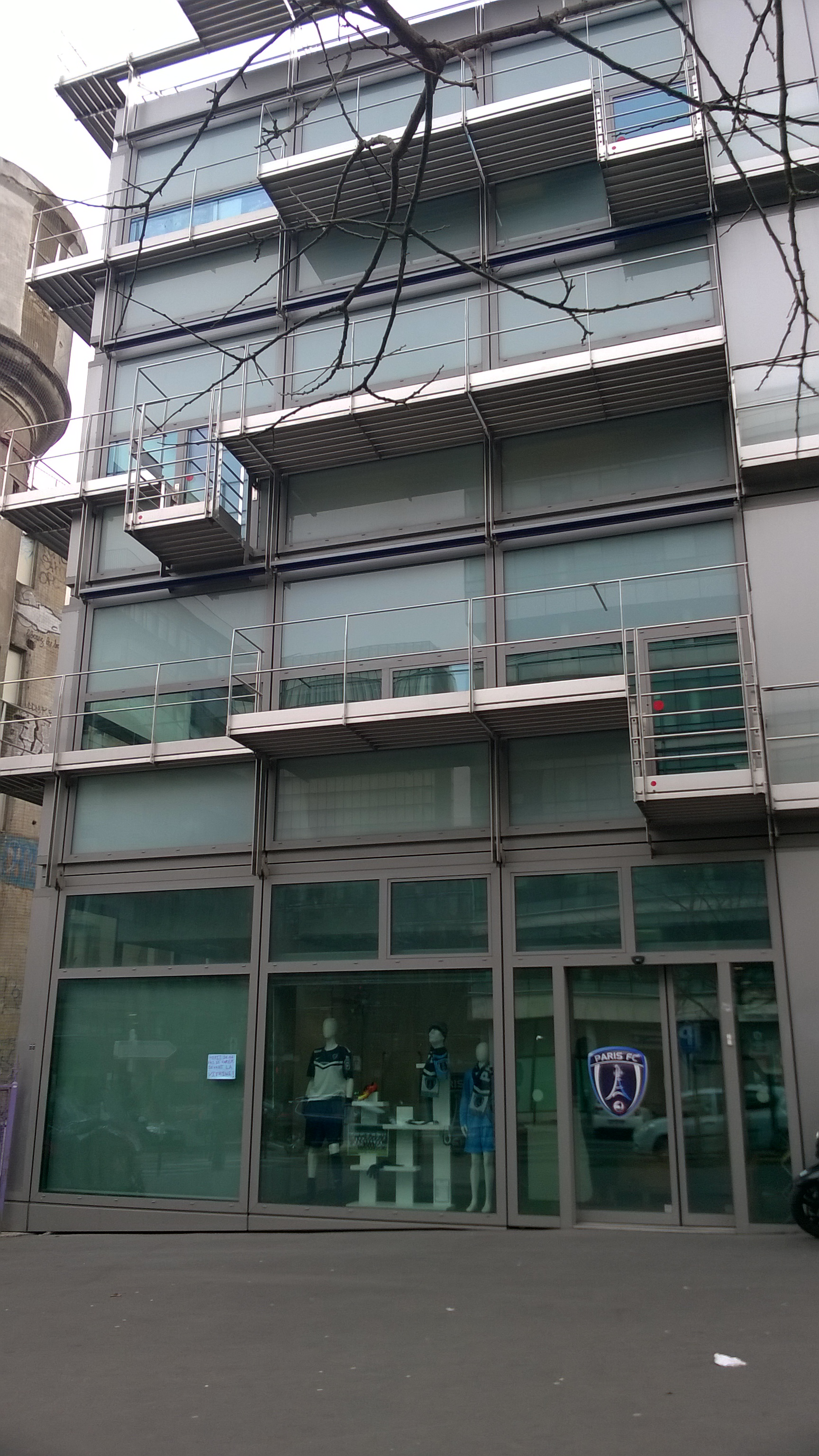
Ancien siège social du Paris Football Club de janvier 2011 à mars 2019.

Le Paris FC est affilié sous le numéro 500568 à la Ligue de Paris Île-de-France de football et au district du Val-de-Marne. Le club est une société anonyme sportive professionnelle (SASP).
Le premier siège social du club est fixé au 6 avenue Maurice Ravel, dans le 12e arrondissement.
Entre janvier 2011 et mars 2019, il était situé dans l'est parisien au 17 rue Neuve Tolbiac, dans le 13e arrondissement pour se « rapprocher de Charléty »,.
Depuis le 25 mars 2019 le club a installé son siège dans son nouveau centre d'entraînement à Orly.
Depuis sa création, le but de l'association a toujours été uniquement la pratique football, exception faite du milieu des années 2000, lorsque le président Noël Le Graët encourage vivement la pratique d'autres sports. Toutefois, cette volonté s'estompe bien vite et le Paris FC se concentre de nouveau pleinement au football.

#### Éléments comptables
Le Paris Football Club a depuis sa création, toujours entretenu des liens étroits avec la mairie de Paris, généralement désireuse d'accompagner le club dans ses ambitions professionnelles. Ainsi en 1971-1972, alors que le club évolue en Division 1 (sous le nom Paris-Saint-Germain FC), il bénéficie de 800 000 francs de subventions municipales, l'un des montants les plus importants de France.
Entre la saison 1994-1995 et la saison 1995-1996, le budget passe d'abord de 9,5 à 8 millions de Francs. En 1997-1998, le budget prévisionnel s'élève à 15 millions de Francs, composé en grande partie des subventions (11,45 millions de Francs) signée avec la mairie, un montant dénoncé par l'opposition municipale. En 1999-2000, le PFC possède le meilleur budget de National mais cela ne l'empêche pas d'être relégué en CFA, ce qui fait baisser le budget à 7 (ou 8) millions de Francs à la suite de la relégation du club en fin de saison.
Dans la première moitié des années 2000, sous la présidence de Noël Le Graët, le club limite son recrutement pour une rigueur financière, après plusieurs années difficiles passées en CFA, le 4e échelon du football français ; le budget est alors de 8 000 000 francs (soit 1 100 000 euros). À son arrivée au pouvoir en 2001, l'équipe du nouveau maire Bertrand Delanoë réduit le montant de la subvention comme elle l'avait annoncé, à hauteur de 800 000 euros, réduisant le budget du Paris FC de 8 000 000 francs à 7 000 000 francs,,. Après le passage à l'euro, le club a un budget de 1 100 000 euros. Durant les années suivantes, et ce jusqu'en 2006, le club conserve un budget de 1 100 000 euros,.
Avec la remontée en National et grâce à l'arrivée de nouveaux sponsors, le budget augmente à hauteur de 2 000 000 euros pour la saison 2006-2007. En 2008, il est de 2,5 millions, dont un tiers subventionné par la mairie. Lors de la saison 2010-2011, le budget est de 3 500 000 euros, composé de 850 000 euros de la ville de Paris, 700 000 euros des sponsors, 300 000 euros de la Fédération et 15 000 euros de la billetterie et de la boutique ; 75 % du budget est dépense dans les salaires. La saison suivante, en 2011-2012, le budget est réduit à 2 800 000 euros à cause de la diminution des recettes de certains partenaires du club. La subvention municipale est réduite à partir de 2013 à environ 500 000 euros contre 850 000 euros précédemment, du fait des résultats sportifs insuffisants du club. Cependant, lors de la saison 2013-2014 en National, le club parisien dispose d'un budget de 4 000 000 euros. Ce budget est maintenu la saison suivante, faisant du PFC le quatrième club de National en termes de finances. Avec l'arrivée du club en Ligue 2 et celle du groupe Vinci comme partenaire principal, le budget du club passe à 10 millions d'euros.
Le Paris FC a annoncé l'arrivée du royaume du Bahreïn comme nouvel actionnaire du club avec 20 % des parts. Pierre Ferracci, conserve 77 % du capital (les 3 % restants appartiennent à diverses petits actionnaires).Le fonds souverain a déboursé 5 millions d'euros, ce qui valorise le club à 25 millions d'euros, un montant assez élevé pour un pensionnaire de L2 qui nourrit évidemment de nouvelles ambitions sportives.
| Saison | 2000-2001 | 2001-2002 | 2002-2003 | 2003-2004 | 2004-2005 | 2005-2006 | 2006-2007 | 2007-2008 |
| Budget | 8 MF      | 7 MF      | 1,1 M€    | 1,1 M€    | 1,1 M€    | 1,1 M€    | 2 M€      | 2 M€      |
| Saison | 2008-2009 | 2009-2010 | 2010-2011 | 2011-2012 | 2012-2013 | 2013-2014 | 2014-2015 | 2015-2016 |
| Budget | 2,5 M€    | 2,8 M€    | 3,5 M€    | 2,8 M€    | 4 M€      | 4 M€      | 4 M€      | 10 M€     |
| Saison | 2016-2017 | 2017-2018 | 2018-2019 | 2019-2020 | 2020-2021 | 2021-2022 | 2022-2023 | 2023-2024 |
| Budget | 5 M€      | 10 M€     | 12,5 M€   | 14,5 M€   | 19 M€     | 17 M€     | 23 M€     | 24 M€     |
| Saison | 2024-2025 | 2025-2026 |           |           |           |           |           |           |
| Budget | 23 M€     | 130 M€    |           |           |           |           |           |           |

#### Équipementiers et sponsors

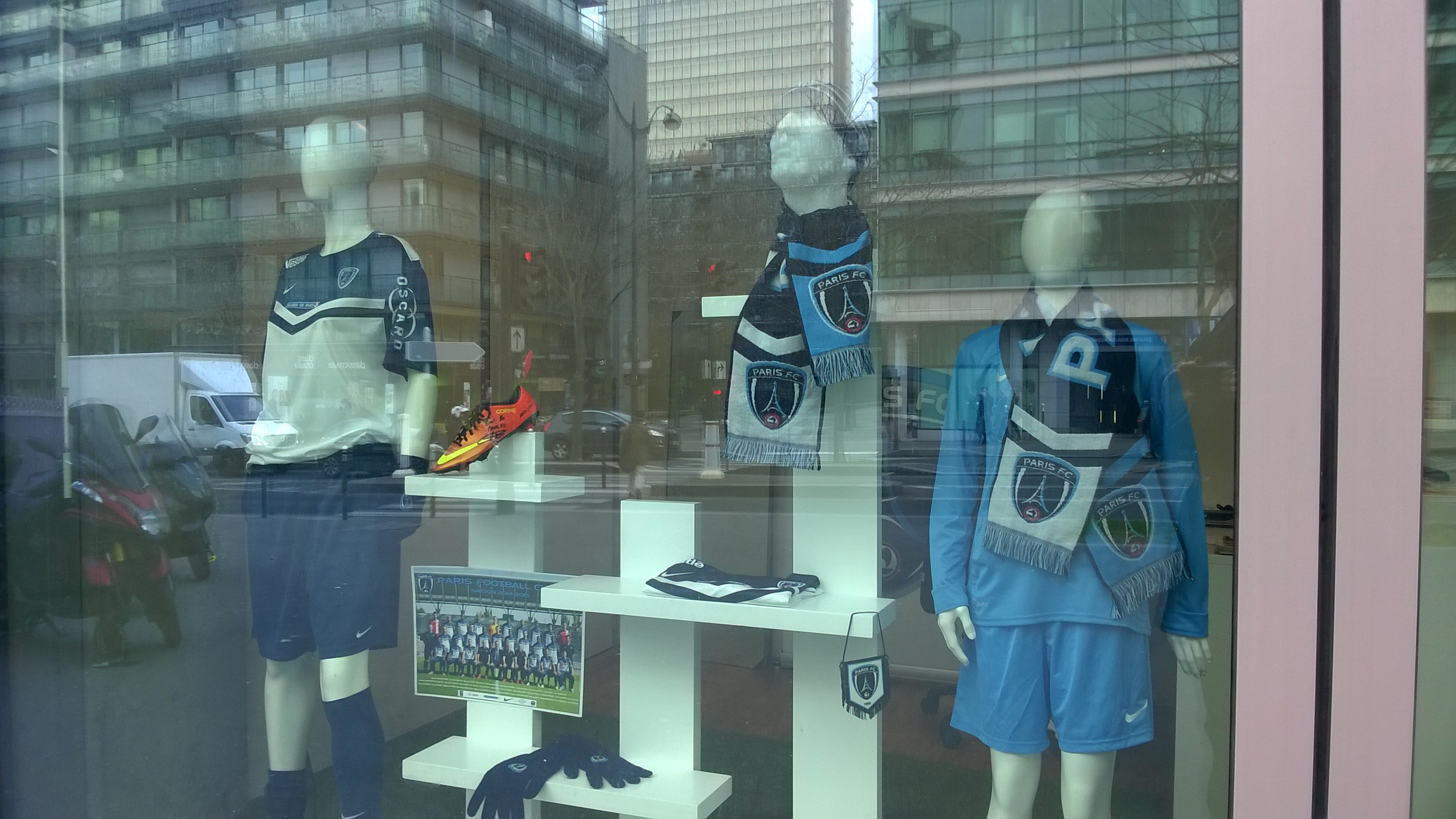
Maillots du Paris FC, en vitrine, pour la saison 2014-2015.

Portant des maillots de marque Adidas lors de la montée en National en 2005-2006, le Paris FC change d'équipementier la même année et réalise un contrat avec la marque américaine Nike. Durant cette période, Vocalcom puis Nexity, dont Guy Cotret, alors président du PFC, est directeur général délégué, apparaissent comme sponsor maillot principal.
Au début des années 2010, le club a pour principaux partenaires, les sociétés immobilières Nexity et Crédit foncier, DeCA France et l'entreprise de services Sodexo.
En 2014-2015, le club parisien a pour partenaires officiels Nestlé, Oscaro et Nike, en tant qu'équipementier. Début 2015, le PFC signe un contrat de cinq ans avec Vinci, qui devient le partenaire principal du club, rapportant plusieurs centaines de milliers d'euros au club,. Le club est soutenu par la mairie de Paris et par la région Île-de-France. Le club reçoit de nombreuses taxes d'apprentissage, versées par plus d'une vingtaine de sponsors comme Conforama, AG2R La Mondiale, la Fnac ou encore le groupe Casino.
En juin 2020, le Royaume de Bahreïn devient sponsor principal du club.
En novembre 2021, l'entrepreneur anglo-sri-lankais Allirajah Subaskaran fait son entrée dans le capital du club à hauteur de 10 % via sa société BRI Sports Holding, devenant ainsi le deuxième investisseur derrière le Royaume de Bahreïn.
En janvier 2022, le club annonce l'officialisation d'un partenariat avec Lyca Mobile, l'opérateur de réseaux mobiles. Quatre mois plus tard le Paris FC annonce dans un communiqué changer d'équipementier et revenir à la marque Adidas que le club avait quittée en 2006.

## Culture populaire

### Rivalités

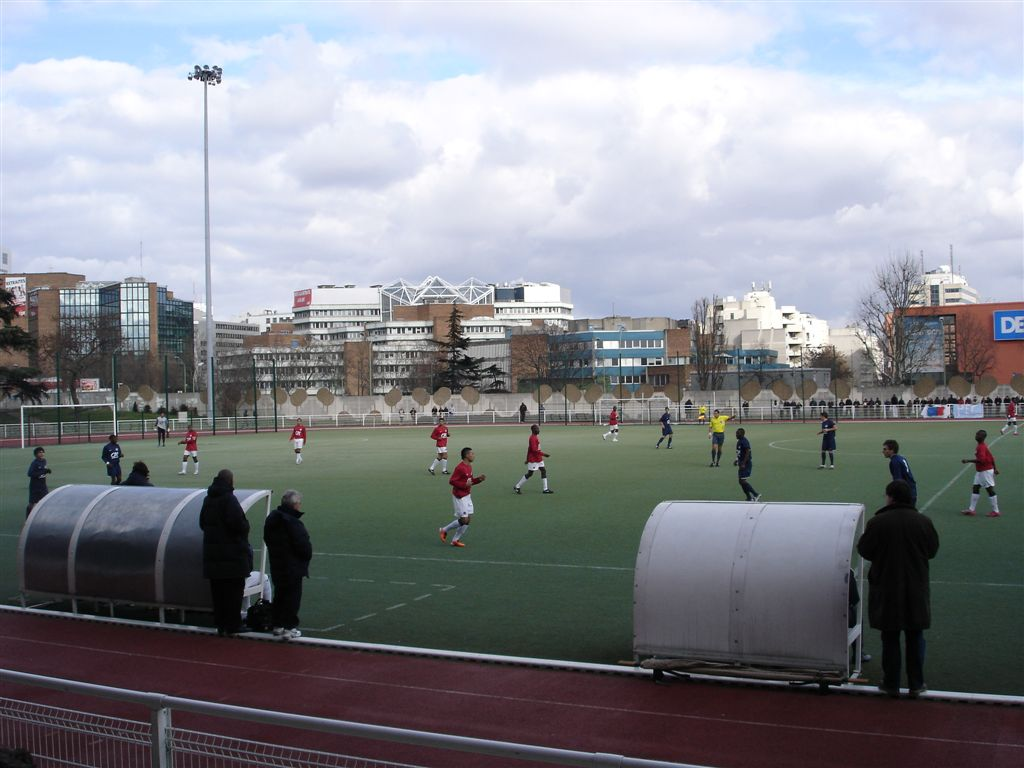
Le match Paris FC - PSG en coupe Gambardella 2011.

Après sa séparation, le Paris FC ne rencontre le Paris Saint-Germain Football Club en championnat que lors la saison 1978-1979. Le dernier derby, un nul 1-1 au Parc des Princes, laisse un sentiment mitigé, et l'entraîneur Velibor Vasović du PSG affirme à la presse : « Les spectateurs ne sont pas satisfaits, ils ont payé cher leur place, ils ont eu froid et le match était mauvais ». En 2011, les équipes de jeunes des deux clubs se croisent en seizièmes de finale de la Coupe Gambardella, lors desquels le Paris FC élimine le Paris SG aux tirs au but (1-1, 4-2 tab.), dans un match émaillé de quelques incidents (des supporters lancent des fumigènes, abimant la pelouse du Paris FC),. En 2014, le président Pierre Ferracci assure que les relations avec le Paris SG sont « courtoises », même si le PFC est dans l'ombre de celui-ci.
Tout au long de son histoire, le PFC rencontre de nombreux clubs de région parisienne, sans que ne se développe quelque rivalité. Par exemple, le club parisien rencontre le RC Fontainebleau en Division 2 1981-1982 et le recroise par la suite en Division 4.

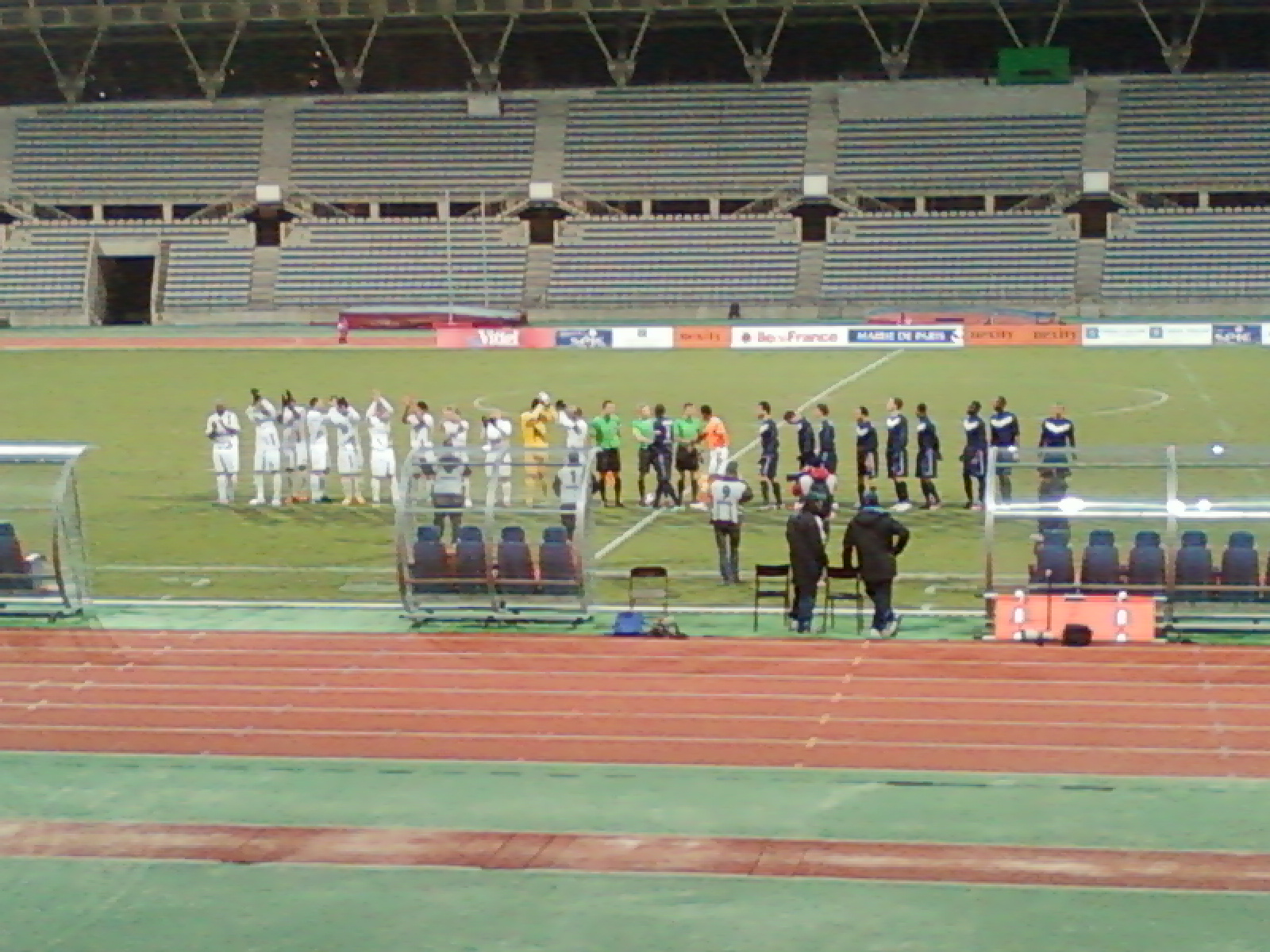
Le derby du Paris FC contre l'US Créteil-Lusitanos en 2012.

Entre 1993 et 1999, puis de 2007 à 2012, le Paris FC rencontre régulièrement l'US Créteil-Lusitanos en National, les derbys étant souvent à enjeu puisque les deux clubs visent alors tous deux à monter en deuxième division. Ce fut le cas notamment en 2009-2010, saison au cours de laquelle des incidents entre supporters des deux clubs ont été à déplorer. Sur 18 rencontres, le PFC s'est imposé quatre fois et Créteil neuf fois, pour cinq matches nuls.
Un des motifs de rivalités entre les clubs de la région parisienne est la revendication du qualificatif de « deuxième club de Paris ». Malgré ces prétentions individuelles, les dirigeants du Paris FC ont envisagé à plusieurs reprises la fusion avec d'autres clubs franciliens, notamment avec le Red Star et l'US Créteil-Lusitanos, sans toutefois concrétiser ces négociations,. En 2011, Jean Vuillermoz, alors adjoint au maire de Paris chargé des sports estime qu'une hypothétique fusion est la seule chance de voir naître un deuxième club d'envergure dans la capitale. Néanmoins, bien que la question continue de se poser, trois ans plus tard, alors que les deux clubs sont tous deux proches d'une montée en Ligue 2, les présidents déclarent conjointement que la fusion « n’est pas envisagée » puisqu'« il s’agit quand même de deux clubs rivaux ». Toutefois, les présidents déclarent à l'époque être « prêts à discuter ensemble » et essayer de « travailler ensemble sur certains points » notamment en ce qui concerne la formation.
En 2012, un article des Cahiers du football avance que, de manière générale, c'est l'omniprésence du Paris Saint-Germain qui a empêché l'éclosion d'un second grand club de football à Paris. D'après cette étude, le phénomène s'explique historiquement : d'une part, par « la volonté des communes de se concentrer sur le développement d'un seul club au niveau local afin de le rendre compétitif au niveau national », et d'autre part, par le manque d'engouement populaire au moment des tentatives de reprises de ces clubs, qui ont toutes été de courtes durées, notamment celle du Paris FC et du Racing par Lagardère.
Depuis 2012, en National, le principal derby oppose le PFC au Red Star Football Club. En outre, les deux clubs se sont rencontrés à 18 reprises entre 1972 et 2014, dont plusieurs fois en Division 1 et Division 2. Le 5 septembre 2014, le match est marqué par des incidents entre supporters, donnant notamment lieu à trente-six gardes à vue dans les deux camps. Quatre blessés et des dégâts matériels sont à déplorer.

### Affluences
Le Paris Football Club, excepté lors de ses saisons professionnelles en D1 et en D2, n'a jamais franchi l'affluence moyenne de 1 000 spectateurs sur une saison après son rachat par Jean-Luc Lagardère, notamment à cause de la popularité des autres clubs parisiens : le Paris Saint-Germain Football Club, présent en Division 1 depuis 1974 et le Red Star Football Club, club historique ayant remporté à cinq reprises la coupe de France.
Le record d'affluence du Paris Football Club est réalisé lors d'un match le 27 avril 1979 contre l'AS Saint-Étienne, au Parc des Princes qui réunit 41 025 personnes.

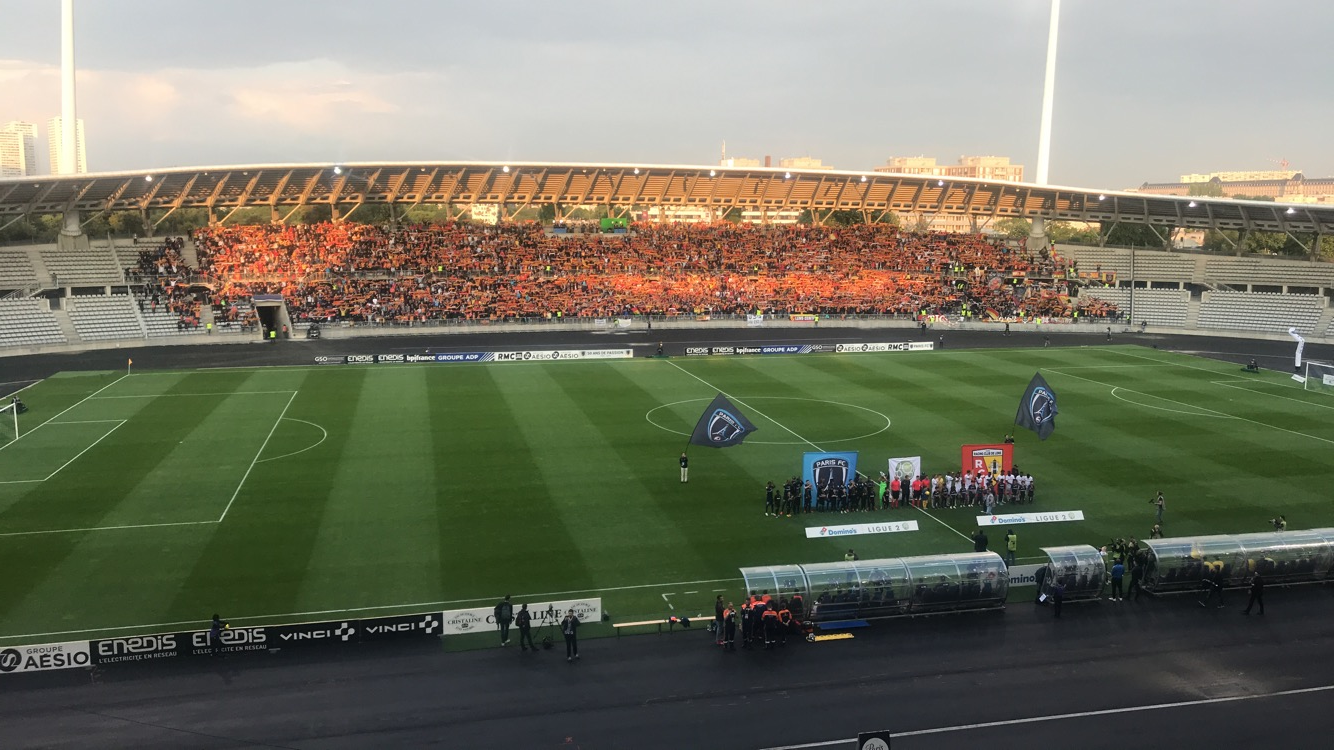
L'impressionnant déplacement des Lensois lors du barrage de promotion en Ligue 1, avec le record d'affluence du Paris FC

Pour sa première saison après la séparation d'avec le PSG, en 1972-1973, le club reçoit en moyenne 13 202 spectateurs, avec pour meilleure affluence les 39 021 spectateurs contre l'Olympique de Marseille, au Parc des Princes. La saison suivante, toujours au Parc des Princes, la moyenne est de 16 664 spectateurs, mais le départ du Parc des Princes en 1974-1975, fait chuter fortement les affluences à 1 218 spectateurs. Jusqu'en 1978, les affluences du club de Division 2, oscillent entre 851 et 1 850 spectateurs. Le retour en Division 1 et au Parc des Princes en 1978 marque une hausse significative dans le nombre de spectateurs (en moyenne 9 623).
La relégation du Paris FC en deuxième division la saison suivante, entraîne une nouvelle fois une chute de l'affluence moyenne qui se situe alors autour du millier de spectateurs. Le rachat du club par Jean-Luc Lagardère puis la séparation de l'effectif professionnel (qui rejoint le Racing Club de France) en 1984 entraîne le club en quatrième division, championnat dans lequel les affluences ne sont pas connues.

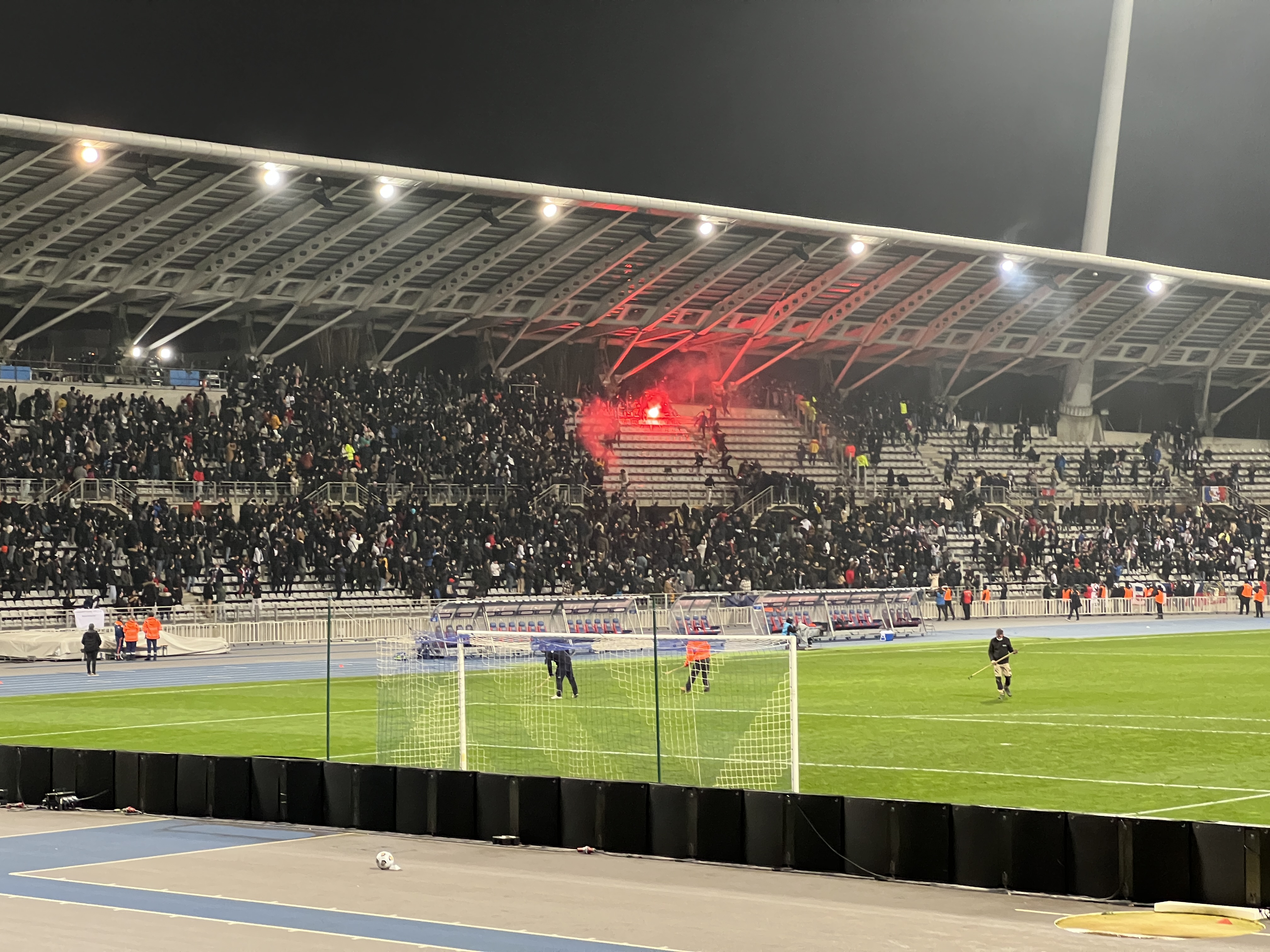
L'échauffourée présente lors du match de Coupe de France face à l'Olympique Lyonnais avec ces nombreux supporteurs.

Durant les années 1990, le PFC intègre la troisième division et l'affluence moyenne est de quelques centaines de spectateurs (entre 200 et 500). Le cap des 500 spectateurs est dépassé durant la saison 2006-2007, après la promotion en National. Depuis, l'affluence avoisine généralement ce chiffre. Lors de la saison 2014-2015 qui voit le club accéder à la Ligue 2, le club reçoit plus de 1 000 spectateurs par match en moyenne.
Depuis 2006 et le cap des 500 supporters fidèles et réguliers, le Paris FC a vu sa moyenne augmenter.
Lors de la saison 2018/2019, l'affluence ne cesse d'augmenter et bat son record (7 085 supporters en 2015) contre le Red Star, rival juré du club parisien avec plus de 8 000 supporters présents.
Le match de barrages contre le Racing Club de Lens le 21 mai 2019 fait 14 653 supporters, dont 7000 Lensois.
Lors du match de la Coupe de France 2021-2022 le 19 décembre 2021, le PFC bat son record de spectateurs face à L'Olympique Lyonnais avec plus de 18 000 supporteurs.
Lors de la 20e journée de Ligue 2 2024-2025, le 25 janvier 2025 lors de la rencontre entre le Paris FC et le Red Star, le record d'affluence pour un match de football au Stade Charléty est battu avec 17 748 spectateurs.

### Supporters
La création du Paris Football Club en 1969 trouve son origine dans la volonté populaire de créer un grand club à Paris. L'origine même du club vient donc de ce que l'on peut considérer comme le premier groupe de supporters du club, réunis au sein de l'« Association PFC » dont l'objectif est à l'époque de fédérer un maximum de personnes autour du projet du club, et, par voie de faits, de réunir les fonds nécessaires pour la construction d'un stade. Les associés, environ au nombre de 20 000 apportent ainsi chacun une contribution symbolique de quelques francs à la création du club.
En plus de ses supporters authentiques, le Paris FC draine parfois d'anciens supporters ultras du Paris Saint-Germain, auxquels est interdit l'accès au Parc des Princes.
En 2018-2019, deux groupes ultras existent. Il s'agit : du « Old Clan », fondé en 2010 ; et des « Ultras Lutetia », groupe formé durant l'été 2014 par des supporters présents depuis plusieurs années. Les « Blues Wolves », groupe ultra fondé en 2008, cesse son activité en mai 2010 à la suite de nombreux incidents et de bagarres impliquant des supporters adverses. Les derniers incidents ont lieu contre des supporters du Football Club de Gueugnon et entraînent l'auto-dissolution du groupe.
Malgré la volonté du club de « devenir le deuxième grand club de la ville », les déménagements du club entre le stade Déjerine et le stade Charléty du milieu des années 2000 au début des années 2010 font déserter les supporters, mais le Paris FC affiche une volonté de s'inscrire dans le 13e arrondissement de Paris dans lequel se situe le siège social et le stade Charléty, car le « club ne pourra monter (en Ligue 2) que si les spectateurs viennent le soutenir », ajoutant que les habitants de « l'Est Parisien s['y] reconnaîtront ».
Dans les années 2010, si le Paris FC possède les finances et le stade pour monter en Ligue 2, l'un des défauts du club est sa popularité : au contraire du Red Star Football Club, le club n'attire pas les foules et le président Ferracci avoue avoir un « déficit de popularité par rapport au Red Star » et promet « une équipe attractive, des tarifs accessibles, une grosse activité sur les réseaux sociaux » en cas de montée.
En 2022, malgré les mesures prises par le club pour attirer du public, et bien que le club ait joué plusieurs fois la montée en Ligue 1 au début des années 2020, la mauvaise affluence du Paris FC est « un serpent de mer », accentué par la « réputation de désert du stade Charléty, froid et sans âme ».

## Galerie

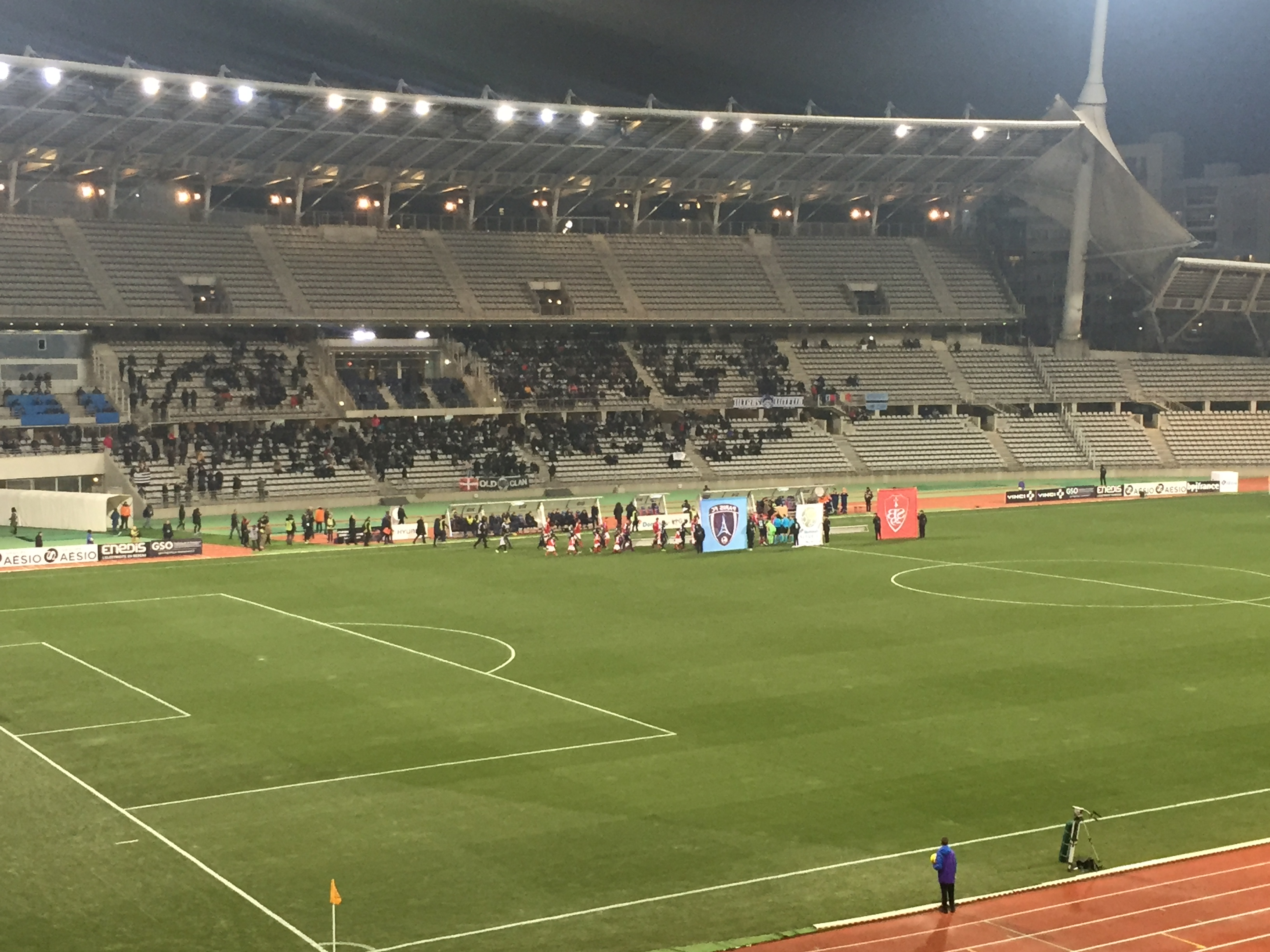
Paris FC contre le Stade brestois 29 le 21 janvier 2019.
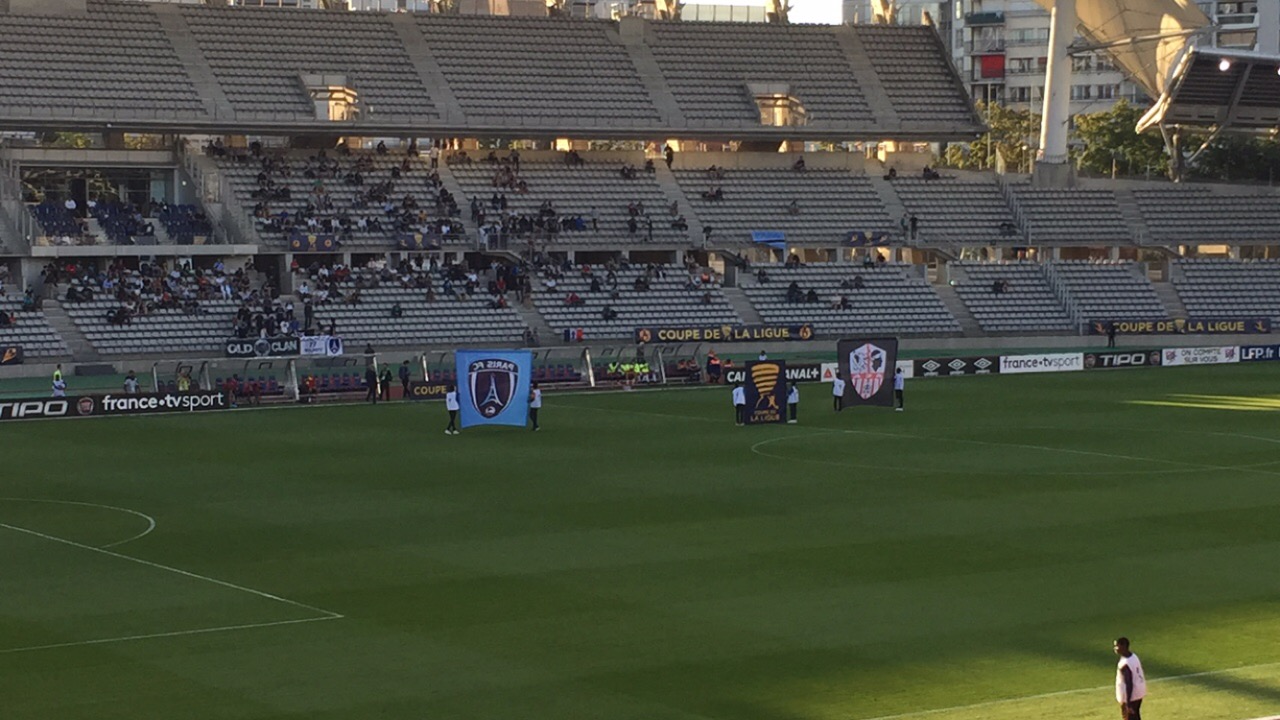
Paris FC contre l'AC Ajaccio en Coupe de la Ligue 2018-2019 le 14 août 2018.
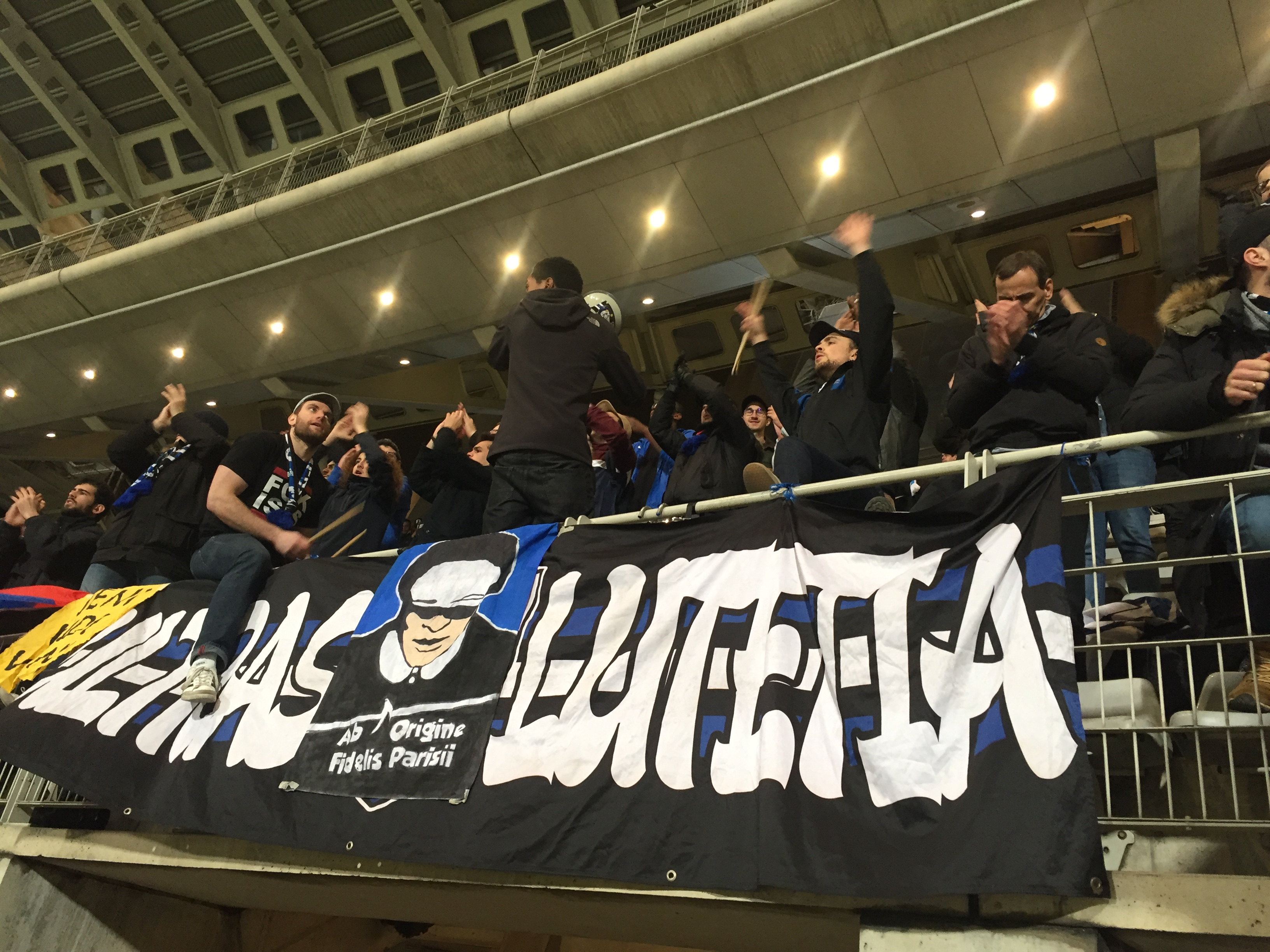
Les Ultras Lutetia
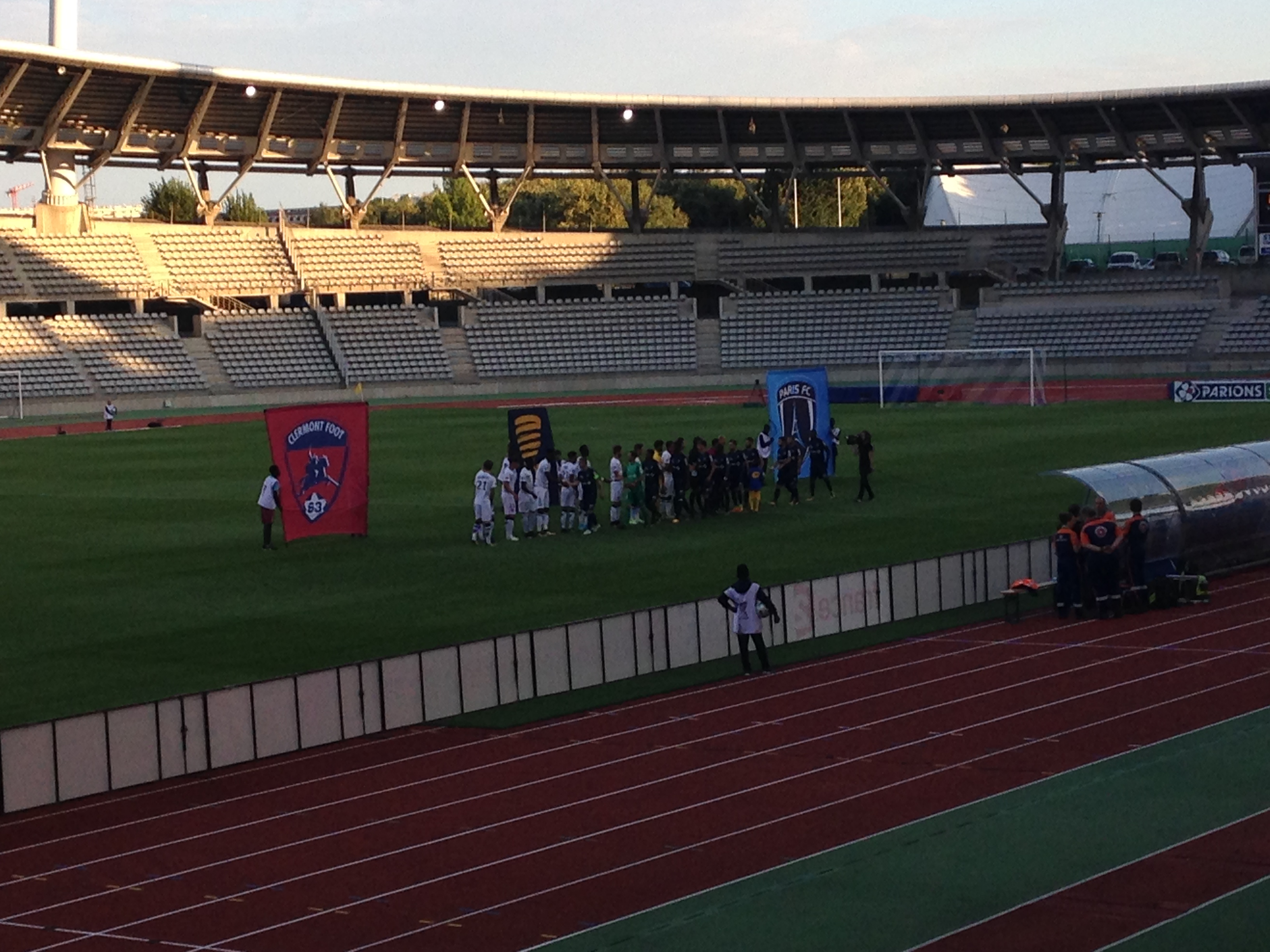
Match en Coupe de la Ligue contre le Clermont Foot 63
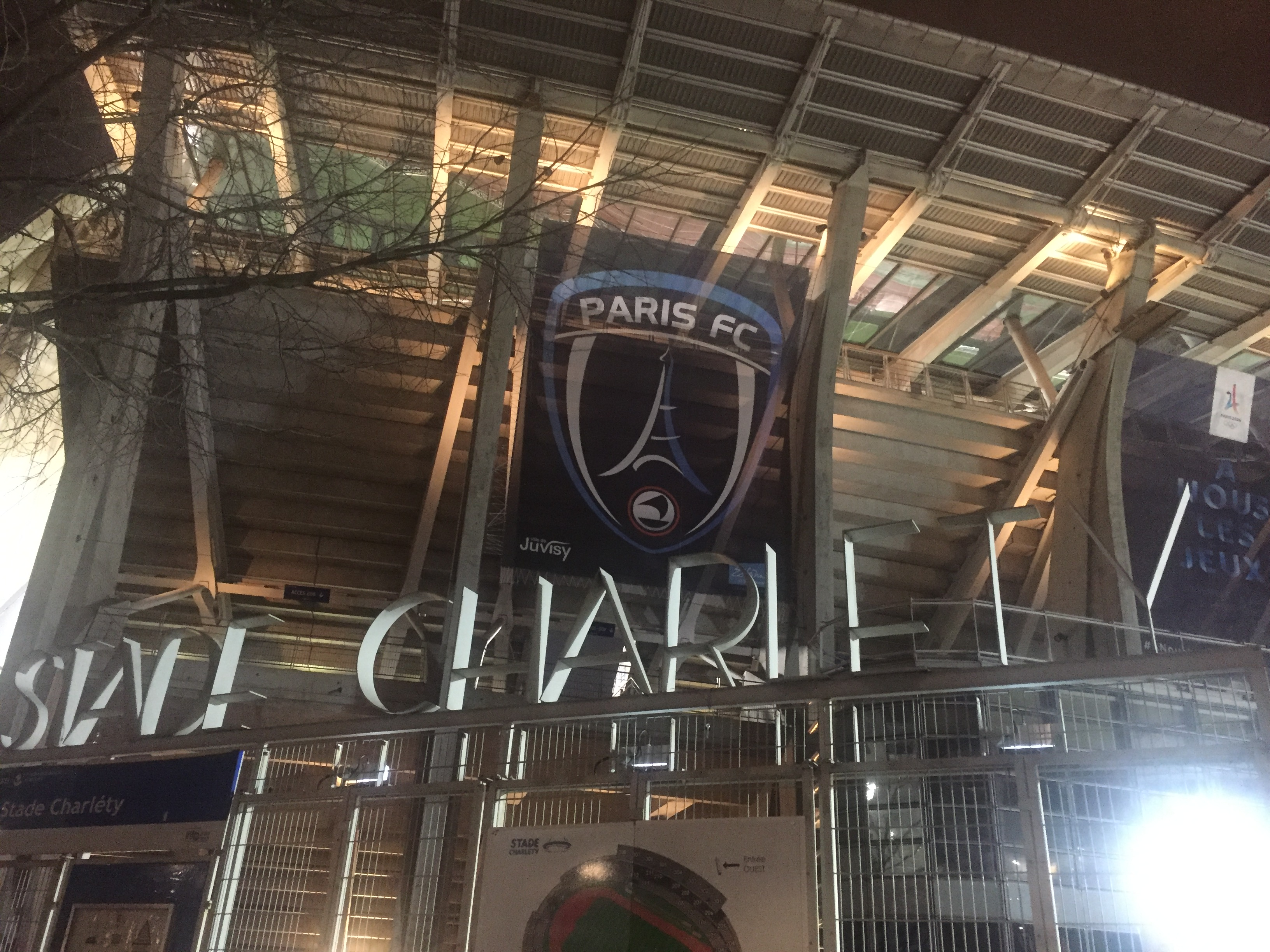
Logo du club au Stade Charléty
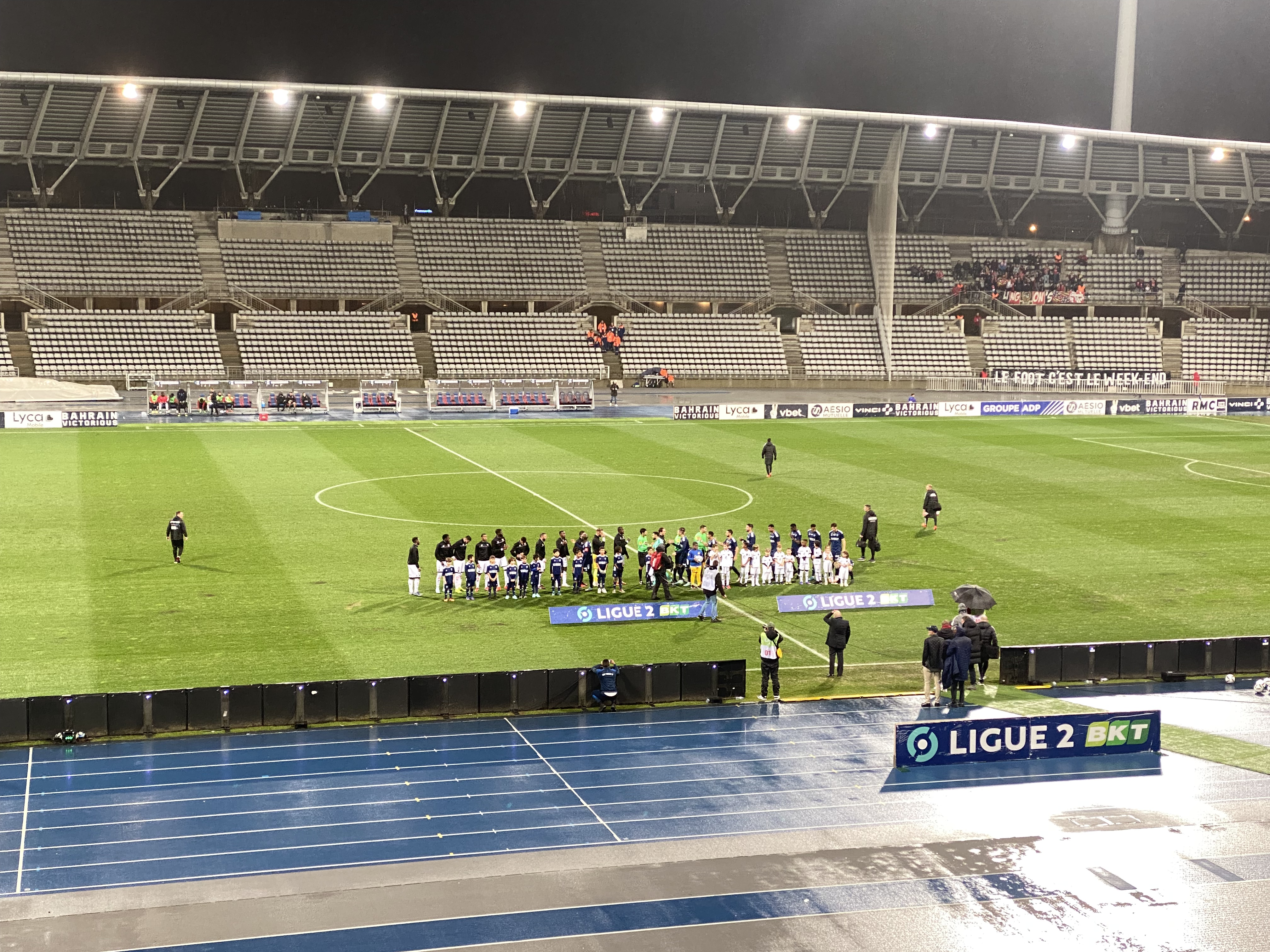
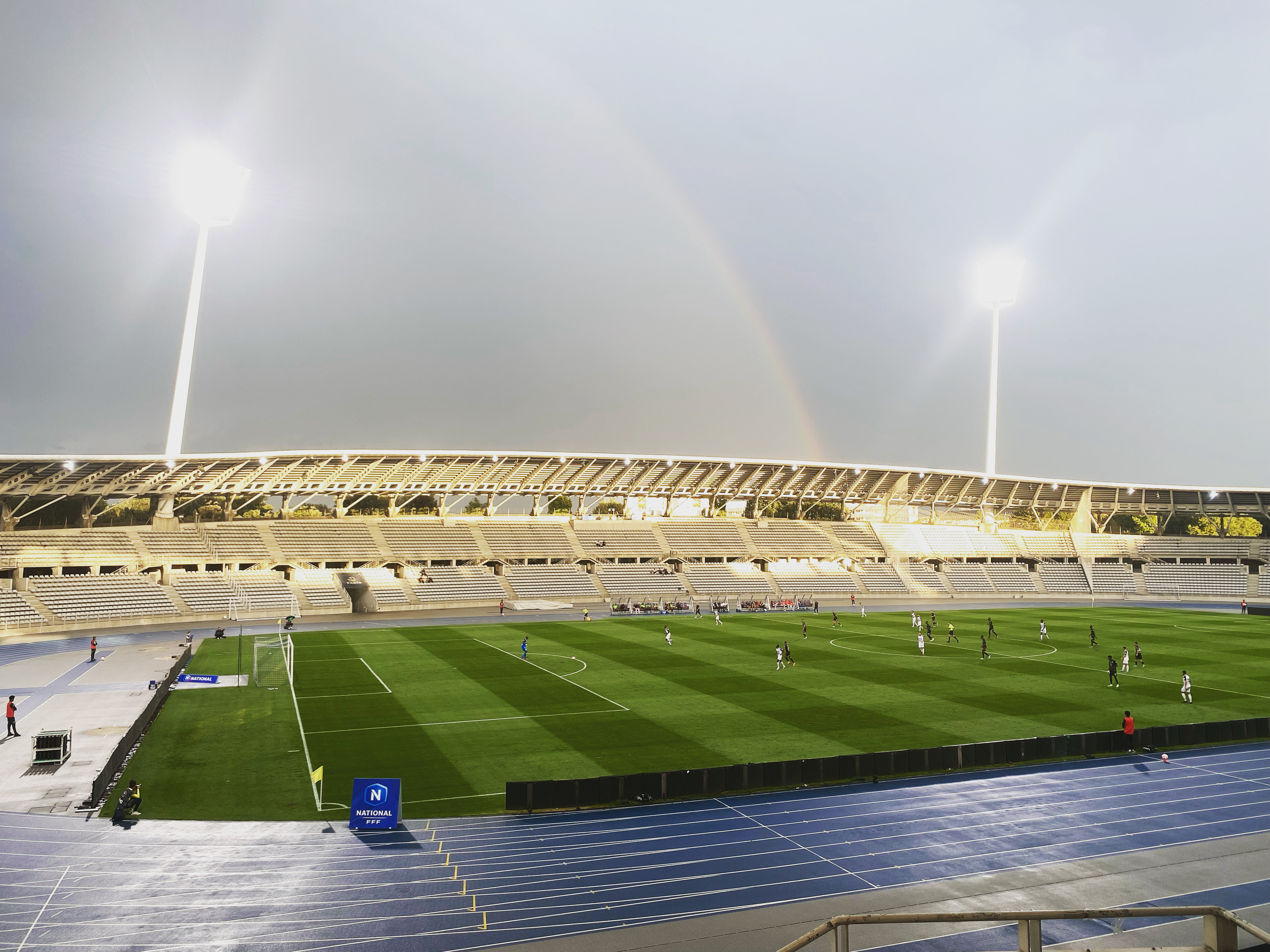